# Liste von Terroranschlägen in Nigeria
Die Liste von Terroranschlägen in Nigeria beinhaltet eine Übersicht über in Nigeria verübte Terroranschläge.

## Erläuterung
In der Spalte Politische Ausrichtung ist die politische bzw. weltanschauliche Einordnung der Täter angegeben: faschistisch, rassistisch, nationalistisch, nationalsozialistisch, sozialistisch, kommunistisch, antiimperialistisch, islamistisch (schiitisch, sunnitisch, deobandisch, salafistisch, wahhabitisch), hinduistisch. Bei vorrangig auf staatliche Unabhängigkeit oder Autonomie zielender Ausrichtung ist autonomistisch vorangestellt, gefolgt von der Region oder der Volksgruppe und ggf. weiteren Merkmalen der Täter: armenisch, irisch (katholisch), kurdisch, tirolisch, tschetschenisch, dagestanisch, punjabisch (sikhistisch), palästinensisch.
Die Opferzahlen der Anschläge werden farbig dargestellt:

Die Zahl bei den Anschlägen getöteter/verletzter Täter ist in Klammern ( ) gesetzt.

## 1991
| Datum/Beginn     | Ort  | Artikel/Quelle(n) | Täter                   | Politische Ausrichtung | Mittel                    | Ziel | Tote | Verletzte | Hintergrund |
| ---------------- | ---- | ----------------- | ----------------------- | ---------------------- | ------------------------- | ---- | ---- | --------- | ----------- |
| 14. Oktober 1991 | Kano | [ 1 ]             | Muslimische Extremisten |                        | Pistole(n), Brandstiftung |      | 8    | 34        |             |

## 1992
| Datum/Beginn     | Ort       | Artikel/Quelle(n) | Täter                   | Politische Ausrichtung | Mittel                                     | Ziel           | Tote | Verletzte | Hintergrund                    |
| ---------------- | --------- | ----------------- | ----------------------- | ---------------------- | ------------------------------------------ | -------------- | ---- | --------- | ------------------------------ |
| 05. Januar 1992  | Katsina   | [ 2 ]             | Muslimische Extremisten |                        | Steine, Eisenstange(n)                     | Polizeieinheit | 0    | 29        |                                |
| 19. Februar 1992 | Akwa Ibom | [ 3 ]             |                         |                        | Automatische Schusswaffe(n), Brandstiftung | Dorf           | 80   | 0         | Kommunale Konflikte in Nigeria |
| 13. März 1992    | Jalingo   | [ 4 ]             | Muslimische Extremisten |                        | Automatische Schusswaffe(n), Sprengstoff   | Christen       | 20   | 0         | Kommunale Konflikte in Nigeria |
| 17. Mai 1992     | Kaduna    | [ 5 ]             |                         |                        | Automatische Schusswaffe(n), Messer        |                | 13   | 100       | Kommunale Konflikte in Nigeria |

## 1997
| Datum/Beginn      | Ort  | Artikel/Quelle(n) | Täter                | Politische Ausrichtung | Mittel         | Ziel           | Tote | Verletzte | Hintergrund                    |
| ----------------- | ---- | ----------------- | -------------------- | ---------------------- | -------------- | -------------- | ---- | --------- | ------------------------------ |
| 20. August 1997   | Osun | [ 6 ]             | Modakeke-Extremisten |                        | Schusswaffe(n) | Dörfer         | 64   | 0         | Kommunale Konflikte in Nigeria |
| 02. Dezember 1997 | Osun | [ 7 ]             | Modakeke-Aktivisten  |                        | Schusswaffen   | Ife-Aktivisten | 20   | 0         | Kommunale Konflikte in Nigeria |

## 1999
| Datum/Beginn  | Ort    | Artikel/Quelle(n) | Täter | Politische Ausrichtung | Mittel   | Ziel       | Tote | Verletzte | Hintergrund |
| ------------- | ------ | ----------------- | ----- | ---------------------- | -------- | ---------- | ---- | --------- | ----------- |
| 19. Juni 1999 | Taraba | [ 8 ]             |       |                        | Macheten | Zivilisten | 100+ | 200+      |             |

## 2003
| Datum/Beginn     | Ort   | Artikel/Quelle(n) | Täter | Politische Ausrichtung | Mittel     | Ziel              | Tote | Verletzte | Hintergrund |
| ---------------- | ----- | ----------------- | ----- | ---------------------- | ---------- | ----------------- | ---- | --------- | ----------- |
| 02. Februar 2003 | Lagos | [ 9 ]             |       |                        | Sprengsatz | Markt, Zivilisten | 20   | 43        |             |

## 2005
| Datum/Beginn | Ort    | Artikel/Quelle(n) | Täter                   | Politische Ausrichtung | Mittel                          | Ziel                   | Tote | Verletzte | Hintergrund                    |
| ------------ | ------ | ----------------- | ----------------------- | ---------------------- | ------------------------------- | ---------------------- | ---- | --------- | ------------------------------ |
| 13. Mai 2005 | Sokoto | [ 10 ]            | Sunnitische Extremisten |                        | Steine, Macheten, Brandstiftung | Schiitische Zivilisten | 2    | 35        | Kommunale Konflikte in Nigeria |

## 2007
| Datum/Beginn      | Ort       | Artikel/Quelle(n) | Täter | Politische Ausrichtung | Mittel       | Ziel   | Tote | Verletzte | Hintergrund            |
| ----------------- | --------- | ----------------- | ----- | ---------------------- | ------------ | ------ | ---- | --------- | ---------------------- |
| 12. November 2007 | Akwa Ibom | [ 11 ]            |       |                        | Schusswaffen | Ölmole | 1    | 25        | Konflikt im Nigerdelta |

## 2009
| Datum/Beginn  | Ort       | Artikel/Quelle(n)                                | Täter                 | Politische Ausrichtung     | Mittel | Ziel           | Tote     | Verletzte | Hintergrund                 |
| ------------- | --------- | ------------------------------------------------ | --------------------- | -------------------------- | ------ | -------------- | -------- | --------- | --------------------------- |
| 27. Juli 2009 | Maiduguri | [ 12 ] [ 13 ] [ 14 ] [ 15 ] [ 16 ] [ 17 ] [ 18 ] | vermutlich Boko Haram | wahhabitisch, islamistisch |        | Polizeistation | 52 (+23) |           | Scharia-Konflikt in Nigeria |

## 2010
| Datum/Beginn      | Ort       | Artikel/Quelle(n) | Täter                 | Politische Ausrichtung     | Mittel                      | Ziel                   | Tote | Verletzte | Hintergrund                 |
| ----------------- | --------- | ----------------- | --------------------- | -------------------------- | --------------------------- | ---------------------- | ---- | --------- | --------------------------- |
| 01. Oktober 2010  | Abuja     | [ 19 ] [ 20 ]     | MEND                  | regionalistisch            | 2 Autobomben                | Polizisten, Zivilisten | 11   | 40        | Konflikt im Nigerdelta      |
| 24. Dezember 2010 | Jos       | [ 21 ]            | Boko Haram            | wahhabitisch, islamistisch | 4 Sprengsätze               | Markt, Zivilisten      | 38   | 74        | Scharia-Konflikt in Nigeria |
| 24. Dezember 2010 | Maiduguri | [ 22 ]            | Boko Haram            | wahhabitisch, islamistisch | Schusswaffen, Brandstiftung | Kirche                 | 5    | 25        | Scharia-Konflikt in Nigeria |
| 31. Dezember 2010 | Abuja     | [ 23 ]            | vermutlich Boko Haram | wahhabitisch, islamistisch | Sprengsatz                  | Zivilisten             | 11   | 26        | Scharia-Konflikt in Nigeria |

## 2011
| Datum/Beginn      | Ort        | Artikel/Quelle(n)                                                     | Täter                    | Politische Ausrichtung     | Mittel                             | Ziel                                                        | Tote    | Verletzte | Hintergrund                 |
| ----------------- | ---------- | --------------------------------------------------------------------- | ------------------------ | -------------------------- | ---------------------------------- | ----------------------------------------------------------- | ------- | --------- | --------------------------- |
| 08. April 2011    | Borno      | [ 24 ]                                                                |                          |                            | Schusswaffen                       | Zivilisten                                                  | 8       | 56        |                             |
| 29. Mai 2011      |            | [ 25 ] [ 26 ] [ 27 ]                                                  | Boko Haram               | wahhabitisch, islamistisch | 5 Sprengsätze                      | Zivilisten                                                  | 16      | 58        | Scharia-Konflikt in Nigeria |
| 26. Juni 2011     | Maiduguri  | [ 28 ]                                                                | vermutlich Boko Haram    | wahhabitisch, islamistisch | Sprengsätze, Schusswaffen          | Biergarten                                                  | 25      | 30        | Scharia-Konflikt in Nigeria |
| 10. Juli 2011     | Kaduna     | [ 29 ]                                                                | vermutlich Boko Haram    | wahhabitisch, islamistisch | Sprengsatz                         | Zivilisten                                                  | 0       | 20        | Scharia-Konflikt in Nigeria |
| 26. August 2011   | Abuja      | [ 30 ]                                                                | Boko Haram               | wahhabitisch, islamistisch | Selbstmordattentäter mit Autobombe | UN-Gebäude                                                  | 23 (+1) | 81        | Scharia-Konflikt in Nigeria |
| 04. November 2011 | Damaturu   | [ 31 ] [ 32 ] [ 33 ] [ 34 ] [ 35 ] [ 36 ] [ 37 ] [ 38 ] [ 39 ] [ 40 ] | Boko Haram               | wahhabitisch, islamistisch | Sprengsätze                        | Polizeihauptquartier, Polizeistationen, Kirchen, Zivilisten | 60      | 100       | Scharia-Konflikt in Nigeria |
| 25. Dezember 2011 | nahe Abuja | [ 41 ]                                                                | Kabiru Soko (Boko Haram) | wahhabitisch, islamistisch | Sprengstoff                        | Katholische Kirche                                          | 37      | 57        | Scharia-Konflikt in Nigeria |

## 2012
| Datum/Beginn       | Ort       | Artikel/Quelle(n)                                                                          | Täter                 | Politische Ausrichtung     | Mittel                                 | Ziel                                                    | Tote    | Verletzte | Hintergrund                 |
| ------------------ | --------- | ------------------------------------------------------------------------------------------ | --------------------- | -------------------------- | -------------------------------------- | ------------------------------------------------------- | ------- | --------- | --------------------------- |
| 06. Januar 2012    | Mubi      | [ 42 ]                                                                                     | vermutlich Boko Haram | wahhabitisch, islamistisch | Schusswaffen                           | Christliche Zivilisten                                  | 20      |           | Scharia-Konflikt in Nigeria |
| 20. Januar 2012    | Kano      | [ 43 ] [ 44 ] [ 45 ] [ 46 ] [ 47 ] [ 48 ] [ 49 ] [ 50 ] [ 51 ] [ 52 ] [ 53 ] [ 54 ] [ 55 ] | Boko Haram            | wahhabitisch, islamistisch | Schusswaffen, Sprengsätze              | Regierungsgebäude, Polizeistationen, Schule, Zivilisten | 187     | 50        | Scharia-Konflikt in Nigeria |
| 20. Februar 2012   | Maiduguri | [ 56 ]                                                                                     | Boko Haram            | wahhabitisch, islamistisch | Schusswaffen, Sprengsätze              | Markt                                                   | 30 (+8) | 0         | Scharia-Konflikt in Nigeria |
| 11. März 2012      | nahe Jos  | [ 57 ]                                                                                     | Boko Haram            | wahhabitisch, islamistisch | Selbstmordattentäter mit Autobombe     | Kirche                                                  | 3 (+1)  | 22        | Scharia-Konflikt in Nigeria |
| 08. April 2012     | Kaduna    | [ 58 ]                                                                                     | vermutlich Boko Haram | wahhabitisch, islamistisch | Selbstmordattentäter mit Autobombe     | Kirche                                                  | 41 (+1) | 10        | Scharia-Konflikt in Nigeria |
| 26. April 2012     | Kaduna    | [ 59 ]                                                                                     | Boko Haram            | wahhabitisch, islamistisch | Selbstmordattentäter mit Autobombe     | Nachrichtenagentur                                      | 3       | 25 (+1)   | Scharia-Konflikt in Nigeria |
| 29. April 2012     | Kano      | [ 60 ]                                                                                     | vermutlich Boko Haram | wahhabitisch, islamistisch | Sturmgewehre, Sprengsätze              | Christliche Zivilisten                                  | 16      | 22        | Scharia-Konflikt in Nigeria |
| 30. April 2012     | Jalingo   | [ 61 ]                                                                                     | vermutlich Boko Haram | wahhabitisch, islamistisch | Selbstmordattentäter mit Motorradbombe | Polizeikonvoi, Zivilisten                               | 11 (+1) | 22        | Scharia-Konflikt in Nigeria |
| 08. Juni 2012      | Maiduguri | [ 62 ]                                                                                     | vermutlich Boko Haram | wahhabitisch, islamistisch | Selbstmordattentäter mit Autobombe     | Polizeihauptquartier                                    | 6 (+1)  | 24        | Scharia-Konflikt in Nigeria |
| 10. Juni 2012      | Jos       | [ 63 ]                                                                                     | Boko Haram            | wahhabitisch, islamistisch | Selbstmordattentäter mit Autobombe     | Kirche                                                  | 1 (+1)  | 41        | Scharia-Konflikt in Nigeria |
| 17. Juni 2012      | Zaria     | [ 64 ] [ 65 ] [ 66 ]                                                                       | Boko Haram            | wahhabitisch, islamistisch | 3 Selbstmordattentäter mit Autobomben  | Kirchen                                                 | 19 (+3) | 80        | Scharia-Konflikt in Nigeria |
| 18. Juni 2012      | Damaturu  | [ 67 ] [ 68 ] [ 69 ]                                                                       | Boko Haram            | wahhabitisch, islamistisch | Sprengstoff, Schusswaffen              | Militär, Polizei, Regierungsgebäude                     | 25      | 99+       | Scharia-Konflikt in Nigeria |
| 08. Juli 2012      | Plateau   | [ 70 ]                                                                                     | vermutlich Boko Haram | wahhabitisch, islamistisch | Sturmgewehre, Macheten                 | Beerdigung                                              | 22      | 0         | Scharia-Konflikt in Nigeria |
| 23. September 2012 | Bauchi    | [ 71 ]                                                                                     | vermutlich Boko Haram | wahhabitisch, islamistisch | Selbstmordattentäter mit Autobombe     | Kirche                                                  | 2 (+1)  | 48        | Scharia-Konflikt in Nigeria |
| 02. Oktober 2012   | Mubi      | [ 72 ]                                                                                     | vermutlich Boko Haram | wahhabitisch, islamistisch | Schusswaffen, Macheten                 | Schule                                                  | 25      |           | Scharia-Konflikt in Nigeria |
| 17. Oktober 2012   | Mubi      | [ 73 ]                                                                                     |                       |                            | Sprengsätze                            | Markt, Militärfahrzeug                                  | 20      |           |                             |
| 28. Oktober 2012   | Kaduna    | [ 74 ]                                                                                     | vermutlich Boko Haram | wahhabitisch, islamistisch | Selbstmordattentäter mit Autobombe     | Katholische Kirche                                      | 2 (+1)  | 100       | Scharia-Konflikt in Nigeria |
| 25. November 2012  | Kaduna    | [ 75 ] [ 76 ]                                                                              | Boko Haram            | wahhabitisch, islamistisch | 2 Selbstmordattentäter mit Autobomben  | Kirche, Ersthelfer                                      | 30 (+2) | 11        | Scharia-Konflikt in Nigeria |

## 2013
| Datum/Beginn       | Ort       | Artikel/Quelle(n)                               | Täter                 | Politische Ausrichtung     | Mittel                                    | Ziel                                                     | Tote     | Verletzte | Hintergrund                 |
| ------------------ | --------- | ----------------------------------------------- | --------------------- | -------------------------- | ----------------------------------------- | -------------------------------------------------------- | -------- | --------- | --------------------------- |
| 18. März 2013      | Kano      | [ 77 ]                                          | vermutlich Boko Haram | wahhabitisch, islamistisch | 2 Selbstmordattentäter mit Autobombe      | Bushaltestelle                                           | 37 (+2)  | 75        | Scharia-Konflikt in Nigeria |
| 20. März 2013      | Plateau   | [ 78 ]                                          |                       |                            | Schusswaffen, Brandstiftung               | Dorf                                                     | 9        | 20        |                             |
| 22. März 2013      | Adamawa   | [ 79 ]                                          | vermutlich Boko Haram | wahhabitisch, islamistisch | Schusswaffen, Artillerie                  | Bar, Bank, Gefängnis                                     | 25       | 0         | Scharia-Konflikt in Nigeria |
| 07. Mai 2013       | Borno     | [ 80 ] [ 81 ] [ 82 ] [ 83 ]                     | Boko Haram            | wahhabitisch, islamistisch | Schusswaffen, Brandstiftung, Entführung   | Regierungsgebäude, Gefängnis, Polizeistation, Zivilisten | 42 (+13) |           | Scharia-Konflikt in Nigeria |
| 28. Juni 2013      | Borno     | [ 84 ]                                          | Boko Haram            | wahhabitisch, islamistisch | Schusswaffen                              | Händler                                                  | 25       | 0         | Scharia-Konflikt in Nigeria |
| 06. Juli 2013      | Yobe      | [ 85 ]                                          | Boko Haram            | wahhabitisch, islamistisch | Schusswaffen, Brandstiftung               | Schule                                                   | 46       | 4         | Scharia-Konflikt in Nigeria |
| 27. Juli 2013      | Maiduguri | [ 86 ]                                          | Boko Haram            | wahhabitisch, islamistisch | Schusswaffen, Sprengsätze                 | Lokal                                                    | 25       | 30        | Scharia-Konflikt in Nigeria |
| 29. Juli 2013      | Kano      | [ 87 ] [ 88 ]                                   | Boko Haram            | wahhabitisch, islamistisch | Autobombe, Sprengsätze                    | Bars                                                     | 24       | 3         | Scharia-Konflikt in Nigeria |
| 11. August 2013    | Borno     | [ 89 ]                                          | Boko Haram            | wahhabitisch, islamistisch | Schusswaffen                              | Moschee                                                  | 44       | 26        | Scharia-Konflikt in Nigeria |
| 19. August 2013    | Borno     | [ 90 ]                                          | Boko Haram            | wahhabitisch, islamistisch | Messer, Äxte, Schusswaffen, Brandstiftung | Dorf                                                     | 35       | 14        | Scharia-Konflikt in Nigeria |
| 30. August 2013    | Borno     | [ 91 ]                                          | Boko Haram            | wahhabitisch, islamistisch | Schusswaffen, Entführung                  | Milizionäre                                              | 24       | 0         | Scharia-Konflikt in Nigeria |
| 17. September 2013 | Borno     | [ 92 ]                                          | Boko Haram            | wahhabitisch, islamistisch | Schuss- und Stichwaffen, Brandstiftung    | Dorf                                                     | 142      |           | Scharia-Konflikt in Nigeria |
| 19. September 2013 | Borno     | [ 93 ]                                          | Boko Haram            | wahhabitisch, islamistisch | Schusswaffen                              | Verkehr, Zivilisten, Polizeieskorte                      | 20       | 0         | Scharia-Konflikt in Nigeria |
| 26. September 2013 | Borno     | [ 94 ]                                          | Boko Haram            | wahhabitisch, islamistisch | Schusswaffen                              | Zivilisten                                               | 21       | 2         | Scharia-Konflikt in Nigeria |
| 29. September 2013 | Yobe      | [ 95 ]                                          | Boko Haram            | wahhabitisch, islamistisch | Schusswaffen, Brandstiftung               | Hochschule                                               | 40       | 18        | Scharia-Konflikt in Nigeria |
| 22. Oktober 2013   | Warri     | [ 96 ]                                          | MEND                  | regionalistisch            | Sprengsatz                                | Firmengelände                                            | 0        | 30        | Scharia-Konflikt in Nigeria |
| 24. Oktober 2013   | Yobe      | [ 97 ] [ 98 ] [ 99 ] [ 100 ] [ 101 ] [ 102 ]    | Boko Haram            | wahhabitisch, islamistisch | Schusswaffen, Sprengstoff                 | Sicherheitskräfte                                        | 30 (+95) |           | Scharia-Konflikt in Nigeria |
| 31. Oktober 2013   | Borno     | [ 103 ]                                         | Boko Haram            | wahhabitisch, islamistisch | Schusswaffen, Brandstiftung               | Dorf, Gebäude                                            | 27       | 12        | Scharia-Konflikt in Nigeria |
| 02. November 2013  | Borno     | [ 104 ]                                         | Boko Haram            | wahhabitisch, islamistisch | Schuss- und Stichwaffen                   | Hochzeitskonvoi                                          | 30+      |           | Scharia-Konflikt in Nigeria |
| 11. November 2013  | Borno     | [ 105 ] [ 106 ] [ 107 ] [ 108 ] [ 109 ] [ 110 ] | Boko Haram            | wahhabitisch, islamistisch | Sturmgewehre, Brandstiftung               | Dörfer                                                   | 23 (+3)  |           | Scharia-Konflikt in Nigeria |

## 2014
| Datum/Beginn       | Ort        | Artikel/Quelle(n)                               | Täter                         | Politische Ausrichtung     | Mittel                                            | Ziel                                           | Tote      | Verletzte | Hintergrund                    |
| ------------------ | ---------- | ----------------------------------------------- | ----------------------------- | -------------------------- | ------------------------------------------------- | ---------------------------------------------- | --------- | --------- | ------------------------------ |
| 06. Januar 2014    | Bauchi     | [ 111 ]                                         | Fulani-Extremisten            |                            | Schusswaffen, Brandstiftung                       | Dorf                                           | 34        | 24        | Kommunale Konflikte in Nigeria |
| 26. Januar 2014    | Adamawa    | [ 112 ]                                         | Boko Haram                    | wahhabitisch, islamistisch | Schusswaffen, Sprengsätze                         | Kirche                                         | 22        |           | Scharia-Konflikt in Nigeria    |
| 27. Januar 2014    | Borno      | [ 113 ]                                         | Boko Haram                    | wahhabitisch, islamistisch | Sprengsätze, Schusswaffen                         | Dorf                                           | 52        | 50        | Scharia-Konflikt in Nigeria    |
| 06. Februar 2014   | Plateau    | [ 114 ]                                         | Fulani-Extremisten            |                            | Schusswaffen, Brandstiftung                       | Dorf                                           | 22        |           | Kommunale Konflikte in Nigeria |
| 15. Februar 2014   | Borno      | [ 115 ]                                         | Boko Haram                    | wahhabitisch, islamistisch | Schuss- und Stichwaffen, Sprengsätze              | Dorf                                           | 106       |           | Scharia-Konflikt in Nigeria    |
| 19. Februar 2014   | Borno      | [ 116 ]                                         | Boko Haram                    | wahhabitisch, islamistisch | Schusswaffen, Brandstiftung, Sprengsätze          | Dorf                                           | 96        |           | Scharia-Konflikt in Nigeria    |
| 25. Februar 2014   | Yobe       | [ 117 ]                                         | Boko Haram                    | wahhabitisch, islamistisch | Schusswaffen, Brandstiftung, Macheten             | Schule                                         | 59        |           | Scharia-Konflikt in Nigeria    |
| 27. Februar 2014   | Adamawa    | [ 118 ]                                         | Boko Haram                    | wahhabitisch, islamistisch | Schusswaffen, Granatwerfer, Sprengsätze           | Dorf                                           | 20        |           | Scharia-Konflikt in Nigeria    |
| 01. März 2014      | Borno      | [ 119 ]                                         | Boko Haram                    | wahhabitisch, islamistisch | Panzerfäuste, Granaten, Sturmgewehre              | Dorf                                           | 39        |           | Scharia-Konflikt in Nigeria    |
| 02. März 2014      | Borno      | [ 120 ]                                         | Boko Haram                    | wahhabitisch, islamistisch | Panzerfäuste, Sprengsätze, Sturmgewehre           | Dorf                                           | 32        |           | Scharia-Konflikt in Nigeria    |
| 03. März 2014      | Borno      | [ 121 ]                                         | Boko Haram                    | wahhabitisch, islamistisch | Schusswaffen, Sprengsätze, Brandstiftung          | Dorf                                           | 45        |           | Scharia-Konflikt in Nigeria    |
| 11. März 2014      | Katsina    | [ 122 ] [ 123 ] [ 124 ] [ 125 ] [ 126 ]         | Fulani-Extremisten            |                            | Schusswaffen, Brandstiftung                       | Dörfer                                         | 83        |           | Kommunale Konflikte in Nigeria |
| 14. März 2014      | Kaduna     | [ 127 ] [ 128 ] [ 129 ]                         | Fulani-Extremisten            |                            | Schusswaffen, Macheten, Messer                    | Dörfer                                         | 100       |           | Kommunale Konflikte in Nigeria |
| 20. März 2014      | Borno      | [ 130 ]                                         | Boko Haram                    | wahhabitisch, islamistisch | Sprengstoff                                       | Markt                                          | 32        |           | Scharia-Konflikt in Nigeria    |
| 25. März 2014      | Benue      | [ 131 ]                                         | vermutlich Fulani-Extremisten |                            | Schusswaffen, Macheten, Brandstiftung             | Dorf                                           | 27        |           | Kommunale Konflikte in Nigeria |
| 05. April 2014     | Zamfara    | [ 132 ]                                         | Fulani-Extremisten            |                            | Schusswaffen                                      | Zivilisten, Milizionäre                        | 200       |           | Kommunale Konflikte in Nigeria |
| 10. April 2014     | Borno      | [ 133 ]                                         | Boko Haram                    | wahhabitisch, islamistisch | Schusswaffen, Sprengsätze, Brandstiftung          | Dorf                                           | 60        |           | Scharia-Konflikt in Nigeria    |
| 12. April 2014     | Borno      | [ 134 ]                                         | Boko Haram                    | wahhabitisch, islamistisch | Sturmgewehre, Panzerfäuste, Brandstiftung         | Dorf                                           | 30        |           | Scharia-Konflikt in Nigeria    |
| 13. April 2014     | Borno      | [ 135 ]                                         | Boko Haram                    | wahhabitisch, islamistisch | Schusswaffen, Sprengsätze, Brandstiftung          | Dorf                                           | 60        |           | Scharia-Konflikt in Nigeria    |
| 14. April 2014     | Abuja      | [ 136 ]                                         | Boko Haram                    | wahhabitisch, islamistisch | Autobombe                                         | Zivilisten an Bushaltestelle                   | 71        | 124       | Scharia-Konflikt in Nigeria    |
| 01. Mai 2014       | nahe Abuja | [ 137 ]                                         | Boko Haram                    | wahhabitisch, islamistisch | Autobombe                                         | Bushaltestelle                                 | 19        | 66        | Scharia-Konflikt in Nigeria    |
| 05. Mai 2014       | Borno      | [ 138 ]                                         | Boko Haram                    | wahhabitisch, islamistisch | Panzerfäuste, Automatische Schusswaffen           | Dorf                                           | 315       |           | Scharia-Konflikt in Nigeria    |
| 08. Mai 2014       | Gamboru    | [ 139 ]                                         | Boko Haram                    | wahhabitisch, islamistisch | Sprengsatz                                        | Brücke                                         | 30        |           | Scharia-Konflikt in Nigeria    |
| 13. Mai 2014       | Borno      | [ 140 ] [ 141 ] [ 142 ]                         | Boko Haram                    | wahhabitisch, islamistisch | Schusswaffen, Brandstiftung                       | Dörfer                                         | 60 (+351) |           | Scharia-Konflikt in Nigeria    |
| 17. Mai 2014       | Borno      | [ 143 ]                                         | Boko Haram                    | wahhabitisch, islamistisch | Schusswaffen                                      | Verkehr, Soldaten, Zivilisten                  | 101       | 6         | Scharia-Konflikt in Nigeria    |
| 17. Mai 2014       | Borno      | [ 144 ]                                         | Boko Haram                    | wahhabitisch, islamistisch | Schusswaffen, Brandstiftung                       | Dorf                                           | 40        |           | Scharia-Konflikt in Nigeria    |
| 17. Mai 2014       | Borno      | [ 145 ]                                         | vermutlich Boko Haram         | wahhabitisch, islamistisch | Schusswaffen, Panzerfäuste                        | Markt                                          | 29        |           | Scharia-Konflikt in Nigeria    |
| 20. Mai 2014       | Jos        | [ 146 ] [ 147 ]                                 | vermutlich Boko Haram         | wahhabitisch, islamistisch | 2 Autobomben                                      | Markt, Ersthelfer                              | 118       | 45        | Scharia-Konflikt in Nigeria    |
| 21. Mai 2014       | Borno      | [ 148 ] [ 149 ] [ 150 ] [ 151 ]                 | Boko Haram                    | wahhabitisch, islamistisch | Schusswaffen, Brandstiftung                       | Dörfer                                         | 73        | 24+       | Scharia-Konflikt in Nigeria    |
| 22. Mai 2014       | Borno      | [ 152 ] [ 153 ]                                 | Boko Haram                    | wahhabitisch, islamistisch | Schusswaffen, Brandstiftung                       | Dörfer                                         | 22        |           | Scharia-Konflikt in Nigeria    |
| 23. Mai 2014       | Borno      | [ 154 ]                                         | Boko Haram                    | wahhabitisch, islamistisch | Schusswaffen, Brandstiftung                       | Dorf                                           | 25        |           | Scharia-Konflikt in Nigeria    |
| 25. Mai 2014       | Borno      | [ 155 ]                                         | Boko Haram                    | wahhabitisch, islamistisch | Schusswaffen                                      | Dorf                                           | 24        |           | Scharia-Konflikt in Nigeria    |
| 25. Mai 2014       | Adamawa    | [ 156 ]                                         | Boko Haram                    | wahhabitisch, islamistisch | Schusswaffen, Brandstiftung                       | Dorf                                           | 20        |           | Scharia-Konflikt in Nigeria    |
| 28. Mai 2014       | Borno      | [ 157 ]                                         | Boko Haram                    | wahhabitisch, islamistisch | Schusswaffen, Brandstiftung                       | Dorf                                           | 26        |           | Scharia-Konflikt in Nigeria    |
| 31. Mai 2014       | Borno      | [ 158 ] [ 159 ] [ 160 ]                         | Boko Haram                    | wahhabitisch, islamistisch | Schusswaffen, Brandstiftung, Sprengsätze          | Dörfer                                         | 42        | 16        | Scharia-Konflikt in Nigeria    |
| 01. Juni 2014      | Adamawa    | [ 161 ]                                         | Boko Haram                    | wahhabitisch, islamistisch | Sprengsatz                                        | Bar                                            | 40        |           | Scharia-Konflikt in Nigeria    |
| 03. Juni 2014      | Borno      | [ 162 ] [ 163 ] [ 164 ] [ 165 ]                 | Boko Haram                    | wahhabitisch, islamistisch | Sturmgewehre, Panzerfäuste                        | Dörfer                                         | 400       |           | Scharia-Konflikt in Nigeria    |
| 04. Juni 2014      | Borno      | [ 166 ]                                         | Boko Haram                    | wahhabitisch, islamistisch | Schusswaffen                                      | Zivilisten                                     | 45        |           | Scharia-Konflikt in Nigeria    |
| 15. Juni 2014      | Borno      | [ 167 ]                                         | Boko Haram                    | wahhabitisch, islamistisch | Schusswaffen, Brandstiftung                       | Markt                                          | 15        | 24        | Scharia-Konflikt in Nigeria    |
| 17. Juni 2014      | Damaturu   | [ 168 ]                                         | Boko Haram                    | wahhabitisch, islamistisch | Sprengsatz                                        | Public Viewing                                 | 21        | 27        | Scharia-Konflikt in Nigeria    |
| 23. Juni 2014      | Kaduna     | [ 169 ]                                         | vermutlich Fulani-Extremisten |                            | Schusswaffen                                      | Dorf                                           | 21        |           | Kommunale Konflikte in Nigeria |
| 25. Juni 2014      | Abuja      | [ 170 ]                                         | Boko Haram                    | wahhabitisch, islamistisch | Sprengsatz                                        | Einkaufsviertel                                | 22 (+1)   | 51        | Scharia-Konflikt in Nigeria    |
| 27. Juni 2014      | Bauchi     | [ 171 ]                                         | Boko Haram                    | wahhabitisch, islamistisch | Sprengsatz, Schusswaffen                          | Hotel                                          | 11        | 28        | Scharia-Konflikt in Nigeria    |
| 27. Juni 2014      | Kaduna     | [ 172 ]                                         | vermutlich Fulani-Extremisten |                            | Schusswaffen                                      | Dorf                                           | 22        |           | Kommunale Konflikte in Nigeria |
| 01. Juli 2014      | Maiduguri  | [ 173 ]                                         | Boko Haram                    | wahhabitisch, islamistisch | Autobombe                                         | Markt                                          | 56        | 69        | Scharia-Konflikt in Nigeria    |
| 04. Juli 2014      | Borno      | [ 174 ]                                         | Boko Haram                    | wahhabitisch, islamistisch | Selbstmordattentäter mit Autobombe                | Moschee                                        | 5 (+1)    | 24        | Scharia-Konflikt in Nigeria    |
| 05. Juli 2014      |            | [ 175 ] [ 176 ] [ 177 ] [ 178 ] [ 179 ] [ 180 ] | Fulani-Extremisten            |                            | Schusswaffen                                      | Dörfer                                         | 45        | 95        | Kommunale Konflikte in Nigeria |
| 14. Juli 2014      | Borno      | [ 181 ]                                         | Boko Haram                    | wahhabitisch, islamistisch | Schusswaffen, Sprengsätze, Brandstiftung          | Dorf                                           | 57        | 38        | Scharia-Konflikt in Nigeria    |
| 15. Juli 2014      | Borno      | [ 182 ]                                         | Boko Haram                    | wahhabitisch, islamistisch |                                                   | Dorf                                           | 20        |           | Scharia-Konflikt in Nigeria    |
| 18. Juli 2014      | Borno      | [ 183 ]                                         | Boko Haram                    | wahhabitisch, islamistisch | Panzerfäuste, Sprengsätze, Schusswaffen           | Dorf                                           | 100       |           | Scharia-Konflikt in Nigeria    |
| 19. Juli 2014      | Borno      | [ 184 ]                                         | Boko Haram                    | wahhabitisch, islamistisch | Sprengstoff, Schusswaffen                         | Dorf                                           | 29        |           | Scharia-Konflikt in Nigeria    |
| 06. August 2014    | Borno      | [ 185 ]                                         | Boko Haram                    | wahhabitisch, islamistisch | Schusswaffen, Brandstiftung                       | Dorf                                           | 100       |           | Scharia-Konflikt in Nigeria    |
| 10. August 2014    | Borno      | [ 186 ]                                         | Boko Haram                    | wahhabitisch, islamistisch | Schusswaffen, Entführung                          | Dorf                                           | 28        |           | Scharia-Konflikt in Nigeria    |
| 24. August 2014    | Taraba     | [ 187 ] [ 188 ]                                 |                               |                            | Schusswaffen, Brandstiftung                       | Dörfer                                         | 20        | 85        |                                |
| 02. September 2014 | Taraba     | [ 189 ]                                         |                               |                            | Schusswaffen, Sprengsätze, Brandstiftung          | Brauerei                                       | 40 (+7)   |           |                                |
| 02. September 2014 | Nassarawa  | [ 190 ] [ 191 ] [ 192 ]                         | Fulani-Extremisten            |                            | Schusswaffen, Brandstiftung                       | Dörfer                                         | 45        |           | Kommunale Konflikte in Nigeria |
| 07. September 2014 | Adamawa    | [ 193 ]                                         | Boko Haram                    | wahhabitisch, islamistisch | Schusswaffen                                      | Militär-Zug                                    | 24        | 2         | Scharia-Konflikt in Nigeria    |
| 14. September 2014 | Taraba     | [ 194 ]                                         | Fulani-Extremisten            |                            | Schusswaffen, Brandstiftung                       | Christliche Zivilisten                         | 20        |           | Kommunale Konflikte in Nigeria |
| 17. September 2014 | Kano       | [ 195 ]                                         | Boko Haram                    | wahhabitisch, islamistisch | 2 Selbstmordattentäter, Sprengsätze, Schusswaffen | Schule                                         | 15 (+2)   | 34        | Scharia-Konflikt in Nigeria    |
| 17. September 2014 | Kaduna     | [ 196 ]                                         | Fulani-Extremisten            |                            | Schusswaffen, Brandstiftung                       | Dorf                                           | 12        | 41        | Kommunale Konflikte in Nigeria |
| 17. September 2014 | Kaduna     | [ 197 ]                                         | Fulani-Extremisten            |                            | Schusswaffen, Brandstiftung                       | Dorf                                           | 30        |           | Kommunale Konflikte in Nigeria |
| 19. September 2014 | Borno      | [ 198 ]                                         | Boko Haram                    | wahhabitisch, islamistisch | Schusswaffen                                      | Markt                                          | 21 (+13)  |           | Scharia-Konflikt in Nigeria    |
| 23. September 2014 | Nassarawa  | [ 199 ]                                         | Fulani-Extremisten            |                            | Schusswaffen, Brandstiftung                       | Dorf                                           | 10        | 40        | Kommunale Konflikte in Nigeria |
| 29. September 2014 | Adamawa    | [ 200 ] [ 201 ]                                 | Boko Haram                    | wahhabitisch, islamistisch | Schuss- und Stichwaffen, Sprengstoff              | Dörfer                                         | 40        |           | Scharia-Konflikt in Nigeria    |
| 02. Oktober 2014   | Adamawa    | [ 202 ] [ 203 ] [ 204 ]                         | Boko Haram                    | wahhabitisch, islamistisch |                                                   | Dörfer                                         | 70        |           | Scharia-Konflikt in Nigeria    |
| 17. Oktober 2014   | Borno      | [ 205 ]                                         | Boko Haram                    | wahhabitisch, islamistisch | Schusswaffen                                      | Dorf                                           | 30        |           | Scharia-Konflikt in Nigeria    |
| 31. Oktober 2014   | Gombe      | [ 206 ]                                         | Boko Haram                    | wahhabitisch, islamistisch | 3 Sprengsätze                                     | Bushaltestelle                                 | 7         | 33        | Scharia-Konflikt in Nigeria    |
| 03. November 2014  | Yobe       | [ 207 ]                                         | Boko Haram                    | wahhabitisch, islamistisch | Selbstmordattentäter                              | Ashura-Prozession                              | 30 (+1)   | 119       | Scharia-Konflikt in Nigeria    |
| 05. November 2014  | Borno      | [ 208 ] [ 209 ]                                 | Boko Haram                    | wahhabitisch, islamistisch | Schusswaffen                                      | Soldaten, Zivilisten                           | 21        |           | Scharia-Konflikt in Nigeria    |
| 08. November 2014  | Nassarawa  | [ 210 ]                                         | Fulani-Extremisten            |                            | Sturmgewehre                                      | Zivilisten                                     | 32        | 1         | Kommunale Konflikte in Nigeria |
| 10. November 2014  | Yobe       | [ 211 ]                                         | Boko Haram                    | wahhabitisch, islamistisch | Selbstmordattentäter                              | Schule                                         | 47 (+1)   | 79        | Scharia-Konflikt in Nigeria    |
| 16. November 2014  | Bauchi     | [ 212 ]                                         | Boko Haram                    | wahhabitisch, islamistisch | Selbstmordattentäterin                            | Markt                                          | 10 (+1)   | 60        | Scharia-Konflikt in Nigeria    |
| 19. November 2014  | Borno      | [ 213 ]                                         | Boko Haram                    | wahhabitisch, islamistisch | Schusswaffen, Brandstiftung                       | Dorf                                           | 45        |           | Scharia-Konflikt in Nigeria    |
| 21. November 2014  | Borno      | [ 214 ]                                         | Boko Haram                    | wahhabitisch, islamistisch | Schuss- und Stichwaffen                           | Dorf                                           | 48        | 0         | Scharia-Konflikt in Nigeria    |
| 24. November 2014  | Borno      | [ 215 ]                                         | Boko Haram                    | wahhabitisch, islamistisch | Schusswaffen, Brandstiftung                       | Dorf                                           | 50        |           | Scharia-Konflikt in Nigeria    |
| 25. November 2014  | Maiduguri  | [ 216 ]                                         | Boko Haram                    | wahhabitisch, islamistisch | Selbstmordattentäter                              | Markt                                          | 64 (+1)   | 98        | Scharia-Konflikt in Nigeria    |
| 27. November 2014  | Adamawa    | [ 217 ]                                         | Boko Haram                    | wahhabitisch, islamistisch | Sprengsatz                                        | Bushaltestelle, Militärpatrouille              | 40        | 7         | Scharia-Konflikt in Nigeria    |
| 28. November 2014  | Kano       | [ 218 ]                                         | Boko Haram                    | wahhabitisch, islamistisch | 2 Selbstmordattentäter, Sprengsatz, Schusswaffen  | Moschee, fliehende Gläubige                    | 120 (+2)  | 270       | Scharia-Konflikt in Nigeria    |
| 01. Dezember 2014  | Maiduguri  | [ 219 ] [ 220 ]                                 | Boko Haram                    | wahhabitisch, islamistisch | 2 Selbstmordattentäterinnen                       | Markt                                          | 5 (+2)    | 47        | Scharia-Konflikt in Nigeria    |
| 01. Dezember 2014  | Damaturu   | [ 221 ]                                         | Boko Haram                    | wahhabitisch, islamistisch | Schusswaffen, Sprengstoff, Entführung             | Polizeistation, Krankenhaus, Regierungsgebäude | 41 (+20)  |           | Scharia-Konflikt in Nigeria    |
| 04. Dezember 2014  | Gombe      | [ 222 ]                                         | Boko Haram                    | wahhabitisch, islamistisch | Schusswaffen, Brandstiftung                       | Polizeigebäude, Regierungsgebäude, Bankgebäude | 24        |           | Scharia-Konflikt in Nigeria    |
| 11. Dezember 2014  | Jos        | [ 223 ] [ 224 ]                                 | Boko Haram                    | wahhabitisch, islamistisch | 2 Selbstmordattentäter mit Autobomben             | Markt, Restaurant                              | 37 (+2)   | 41        | Scharia-Konflikt in Nigeria    |
| 14. Dezember 2014  | Borno      | [ 225 ]                                         | Boko Haram                    | wahhabitisch, islamistisch | Schusswaffen, Brandstiftung                       | Dorf                                           | 35 (+12)  |           | Scharia-Konflikt in Nigeria    |
| 17. Dezember 2014  | Kaduna     | [ 226 ]                                         | Fulani-Extremisten            |                            | Schusswaffen                                      | Dorf                                           | 5         | 21        | Kommunale Konflikte in Nigeria |
| 20. Dezember 2014  | Borno      | [ 227 ] [ 228 ] [ 229 ] [ 230 ] [ 231 ]         | Boko Haram                    | wahhabitisch, islamistisch | Entführung, Exekution                             | Zivilisten                                     | 51        | 0         | Scharia-Konflikt in Nigeria    |
| 22. Dezember 2014  | Gombe      | [ 232 ]                                         | vermutlich Boko Haram         | wahhabitisch, islamistisch | Sprengsatz                                        | Bus                                            | 20        | 18        | Scharia-Konflikt in Nigeria    |

## 2015
| Datum/Beginn       | Ort            | Artikel/Quelle(n)                                                                                       | Täter                          | Politische Ausrichtung     | Mittel                                                                               | Ziel                                                                 | Tote      | Verletzte | Hintergrund                                                  |
| ------------------ | -------------- | --- | ------------------------------ | -------------------------- | ------------------------------------------------------------------------------------ | -------------------------------------------------------------------- | --------- | --------- | ------------------------------------------------------------ |
| 07. Januar 2015    | Yobe           | [ 233 ]                                                                                                 | Boko Haram                     | wahhabitisch, islamistisch | Schusswaffen, Brandstiftung, Entführung                                              | Dorf                                                                 | 25        |           | Scharia-Konflikt in Nigeria                                  |
| 07. Januar 2015    | Borno          | [ 234 ]                                                                                                 | Boko Haram                     | wahhabitisch, islamistisch | Schusswaffen                                                                         | Zivilisten                                                           | 20        |           | Scharia-Konflikt in Nigeria                                  |
| 11. Januar 2015    | Yobe           | [ 235 ] [ 236 ]                                                                                         | Boko Haram                     | wahhabitisch, islamistisch | 2 Selbstmordattentäter                                                               | Markt                                                                | 4 (+2)    | 21        | Scharia-Konflikt in Nigeria                                  |
| 13. Januar 2015    | Zamfara        | [ 237 ]                                                                                                 | Boko Haram                     | wahhabitisch, islamistisch | Schusswaffen                                                                         | Bürgerwehrversammlung                                                | 107       |           | Scharia-Konflikt in Nigeria                                  |
| 18. Januar 2015    | Yobe           | [ 238 ]                                                                                                 | vermutlich Boko Haram          | wahhabitisch, islamistisch | Selbstmordattentäter                                                                 | Markt                                                                | 4 (+1)    | 48        | Scharia-Konflikt in Nigeria                                  |
| 24. Januar 2015    | Adamawa        | [ 239 ] [ 240 ] [ 241 ] [ 242 ] [ 243 ] [ 244 ]                                                         | Boko Haram                     | wahhabitisch, islamistisch | Brandstiftung, Entführung                                                            | Dörfer                                                               | 100       |           | Scharia-Konflikt in Nigeria                                  |
| 30. Januar 2015    | Taraba         | [ 245 ]                                                                                                 | Fulani-Extremisten             |                            | Schusswaffen, Brandstiftung                                                          | Dorf                                                                 | 27        | 80        | Kommunale Konflikte in Nigeria                               |
| 01. Februar 2015   | Maiduguri      | [ 246 ] [ 247 ] [ 248 ] [ 249 ]                                                                         | Boko Haram                     | wahhabitisch, islamistisch | Panzerfäuste, Artillerie, Granaten                                                   | Zivilisten                                                           | 12 (+70)  | 37        | Scharia-Konflikt in Nigeria                                  |
| 05. Februar 2015   | Rivers         | [ 250 ]                                                                                                 |                                |                            | Schusswaffen                                                                         | Wahlversammlung                                                      | 2         | 40        |                                                              |
| 12. Februar 2015   | Borno          | [ 251 ]                                                                                                 | Boko Haram                     | wahhabitisch, islamistisch | Selbstmordattentäter                                                                 | Markt                                                                | 7 (+1)    | 20        | Scharia-Konflikt in Nigeria                                  |
| 15. Februar 2015   | Damaturu       | [ 252 ]                                                                                                 | Boko Haram                     | wahhabitisch, islamistisch | Selbstmordattentäterin                                                               | Bushaltestelle                                                       | 10 (+1)   | 30        | Scharia-Konflikt in Nigeria                                  |
| 19. Februar 2015   | Adamawa        | [ 253 ]                                                                                                 | Boko Haram                     | wahhabitisch, islamistisch | Brandstiftung                                                                        | Dorf                                                                 | 30        |           | Scharia-Konflikt in Nigeria                                  |
| 24. Februar 2015   | Yobe           | [ 254 ]                                                                                                 | Boko Haram                     | wahhabitisch, islamistisch | Selbstmordattentäter                                                                 | Bus                                                                  | 12 (+1)   | 20        | Scharia-Konflikt in Nigeria                                  |
| 03. März 2015      | Borno          | [ 255 ]                                                                                                 | Boko Haram                     | wahhabitisch, islamistisch | Schuss- und Stichwaffen, Brandstiftung                                               | Dorf                                                                 | 68        |           | Scharia-Konflikt in Nigeria                                  |
| 07. März 2015      | Maiduguri      | [ 256 ] [ 257 ] [ 258 ]                                                                                 | Boko Haram                     | wahhabitisch, islamistisch | 3 Selbstmordattentäter, 2 Sprengsätze                                                | Bushaltestelle, Märkte                                               | 47 (+3)   | 56        | Scharia-Konflikt in Nigeria                                  |
| 10. März 2015      | Borno          | [ 259 ]                                                                                                 | Boko Haram                     | wahhabitisch, islamistisch | Entführung                                                                           | Zivilisten                                                           | 75        |           | Scharia-Konflikt in Nigeria                                  |
| 15. März 2015      | Benue          | [ 260 ]                                                                                                 | Fulani-Extremisten             |                            | Schuss- und Stichwaffen, Brandstiftung                                               | Dorf                                                                 | 95        |           | Kommunale Konflikte in Nigeria                               |
| 21. März 2015      | Taraba         | [ 261 ]                                                                                                 | vermutlich Fulani-Extremisten  |                            | Schusswaffen, Brandstiftung                                                          | Dorf                                                                 | 5         | 24        | Kommunale Konflikte in Nigeria                               |
| 27. März 2015      | Borno          | [ 262 ]                                                                                                 | Boko Haram                     | wahhabitisch, islamistisch | Schusswaffen, Brandstiftung, Kettensägen                                             | Dorf                                                                 | 23        | 32        | Scharia-Konflikt in Nigeria                                  |
| 28. März 2015      | Borno          | [ 263 ]                                                                                                 | Boko Haram                     | wahhabitisch, islamistisch | Schusswaffen, Brandstiftung                                                          | Dorf                                                                 | 25        | 5         | Scharia-Konflikt in Nigeria                                  |
| 05. April 2015     | Borno          | [ 264 ]                                                                                                 | Boko Haram                     | wahhabitisch, islamistisch | Schusswaffen, Brandstiftung, Sprengsätze                                             | Dorf                                                                 | 25        | 30        | Scharia-Konflikt in Nigeria                                  |
| 06. April 2015     | Zamfara        | [ 265 ]                                                                                                 |                                |                            | Schusswaffen                                                                         | Zivilisten                                                           | 11        | 23        |                                                              |
| 07. April 2015     | Borno          | [ 266 ]                                                                                                 | Boko Haram                     | wahhabitisch, islamistisch | Selbstmordattentäter mit Autobombe, Maschinengewehre                                 | Militärstützpunkt, Dorf                                              | 24 (+1)   |           | Scharia-Konflikt in Nigeria                                  |
| 10. April 2015     | Borno          | [ 267 ]                                                                                                 | Boko Haram                     | wahhabitisch, islamistisch | Schusswaffen, Brandstiftung                                                          | Dorf                                                                 | 20        |           | Scharia-Konflikt in Nigeria                                  |
| 27. April 2015     | Yobe           | [ 268 ]                                                                                                 | Boko Haram                     | wahhabitisch, islamistisch | Schusswaffen                                                                         | Flüchtlinge                                                          | 21        | 0         | Scharia-Konflikt in Nigeria                                  |
| 13. Mai 2015       | Borno          | [ 269 ]                                                                                                 | Boko Haram                     | wahhabitisch, islamistisch | Schusswaffen, Brandstiftung                                                          | Dorf                                                                 | 25        | 30        | Scharia-Konflikt in Nigeria                                  |
| 13. Mai 2015       | Borno          | [ 270 ]                                                                                                 | Boko Haram                     | wahhabitisch, islamistisch | Schusswaffen, Brandstiftung                                                          | Dorf                                                                 | 30        |           | Scharia-Konflikt in Nigeria                                  |
| 16. Mai 2015       | Damaturu       | [ 271 ]                                                                                                 | Boko Haram                     | wahhabitisch, islamistisch | Selbstmordattentäter                                                                 | Bushaltestelle                                                       | 10 (+1)   | 30        | Scharia-Konflikt in Nigeria                                  |
| 20. Mai 2015       | Plateau        | [ 272 ]                                                                                                 | Boko Haram, Fulani-Extremisten | wahhabitisch, islamistisch | Schusswaffen, Brandstiftung                                                          | Dorf                                                                 | 20        | 0         | Scharia-Konflikt in Nigeria, Kommunale Konflikte in Nigeria  |
| 23. Mai 2015       | Borno          | [ 273 ]                                                                                                 | Boko Haram                     | wahhabitisch, islamistisch | Schusswaffen, Brandstiftung, Raketen                                                 | Dorf                                                                 | 37        |           | Scharia-Konflikt in Nigeria                                  |
| 24. Mai 2015       | Benue          | [ 274 ] [ 275 ] [ 276 ] [ 277 ] [ 278 ]                                                                 | Fulani-Extremisten             |                            | Schusswaffen, Brandstiftung                                                          | Dörfer                                                               | 101       |           | Kommunale Konflikte in Nigeria                               |
| 29. Mai 2015       | Katsina        | [ 279 ]                                                                                                 |                                |                            | Schuss- und Stichwaffen                                                              | Schiitische Zivilisten                                               | 0         | 20        |                                                              |
| 30. Mai 2015       | Maiduguri      | [ 280 ]                                                                                                 | Boko Haram                     | wahhabitisch, islamistisch | Selbstmordattentäter                                                                 | Moschee                                                              | 26 (+1)   | 28        | Scharia-Konflikt in Nigeria                                  |
| 30. Mai 2015       | Maiduguri      | [ 281 ]                                                                                                 | Boko Haram                     | wahhabitisch, islamistisch | Panzerfäuste, Schusswaffen                                                           | Stadt                                                                | 7         | 20        | Scharia-Konflikt in Nigeria                                  |
| 02. Juni 2015      | Maiduguri      | [ 282 ]                                                                                                 | Boko Haram                     | wahhabitisch, islamistisch | Selbstmordattentäter                                                                 | Markt                                                                | 50 (+1)   | 25        | Scharia-Konflikt in Nigeria                                  |
| 04. Juni 2015      | Yola           | [ 283 ]                                                                                                 | Boko Haram                     | wahhabitisch, islamistisch | 2 Selbstmordattentäter                                                               | Markt                                                                | 45 (+2)   | 40        | Scharia-Konflikt in Nigeria                                  |
| 06. Juni 2015      | Maiduguri      | [ 284 ]                                                                                                 | vermutlich Boko Haram          | wahhabitisch, islamistisch | Sprengsatz                                                                           | Markt                                                                | 16        | 24        | Scharia-Konflikt in Nigeria                                  |
| 22. Juni 2015      | Maiduguri      | [ 285 ]                                                                                                 | vermutlich Boko Haram          | wahhabitisch, islamistisch | 2 Selbstmordattentäterinnen                                                          | Markt                                                                | 20 (+2)   | 50        | Scharia-Konflikt in Nigeria                                  |
| 22. Juni 2015      | Borno          | [ 286 ]                                                                                                 | Boko Haram                     | wahhabitisch, islamistisch | Schuss- und Stichwaffen, Brandstiftung                                               | Dorf                                                                 | 20        |           | Scharia-Konflikt in Nigeria                                  |
| 23. Juni 2015      | Yobe           | [ 287 ]                                                                                                 | vermutlich Boko Haram          | wahhabitisch, islamistisch | Selbstmordattentäterin                                                               | Markt                                                                | 10 (+1)   | 23        | Scharia-Konflikt in Nigeria                                  |
| 23. Juni 2015      | Borno          | [ 288 ]                                                                                                 | Boko Haram                     | wahhabitisch, islamistisch | Schuss- und Stichwaffen, Brandstiftung                                               | Distrikt                                                             | 22        | 0         | Scharia-Konflikt in Nigeria                                  |
| 30. Juni 2015      | Borno          | [ 289 ] [ 290 ]                                                                                         | Boko Haram                     | wahhabitisch, islamistisch | Schusswaffen                                                                         | Zivilisten                                                           | 48        | 17        | Scharia-Konflikt in Nigeria                                  |
| 01. Juli 2015      | Borno          | [ 291 ]                                                                                                 | Boko Haram                     | wahhabitisch, islamistisch | Schusswaffen, Brandstiftung                                                          | Dorf, Zivilisten                                                     | 97        |           | Scharia-Konflikt in Nigeria                                  |
| 03. Juli 2015      | Borno          | [ 292 ]                                                                                                 | Boko Haram                     | wahhabitisch, islamistisch | 6 Selbstmordattentäterinnen, Brandstiftung                                           | Dorf                                                                 | 7 (+6)    | 100+      | Scharia-Konflikt in Nigeria                                  |
| 03. Juli 2015      | Borno          | [ 293 ]                                                                                                 | Boko Haram                     | wahhabitisch, islamistisch | Schusswaffen, Brandstiftung, Sprengsätze                                             | Dorf                                                                 | 31        |           | Scharia-Konflikt in Nigeria                                  |
| 05. Juli 2015      | Yobe           | [ 294 ]                                                                                                 | Boko Haram                     | wahhabitisch, islamistisch | Selbstmordattentäter                                                                 | Kirche                                                               | 6 (+1)    | 20        | Scharia-Konflikt in Nigeria                                  |
| 05. Juli 2015      | Jos            | [ 295 ]                                                                                                 | Boko Haram                     | wahhabitisch, islamistisch | Sprengsätze                                                                          | Restaurant, Moschee                                                  | 69        | 67        | Scharia-Konflikt in Nigeria                                  |
| 05. Juli 2015      | Zamfara        | [ 296 ]                                                                                                 |                                |                            | Schusswaffen, Brandstiftung                                                          | Dorf                                                                 | 37        |           |                                                              |
| 07. Juli 2015      | Kaduna         | [ 297 ]                                                                                                 | vermutlich Boko Haram          | wahhabitisch, islamistisch | Selbstmordattentäter                                                                 | Regierungsgebäude                                                    | 25 (+1)   | 32        | Scharia-Konflikt in Nigeria                                  |
| 13. Juli 2015      | Borno          | [ 298 ]                                                                                                 | Boko Haram                     | wahhabitisch, islamistisch | Schusswaffen, Brandstiftung                                                          | Dorf                                                                 | 25        |           | Scharia-Konflikt in Nigeria                                  |
| 14. Juli 2015      | Borno          | [ 299 ]                                                                                                 | Boko Haram                     | wahhabitisch, islamistisch | Schusswaffen                                                                         | Zivilisten                                                           | 21        | 0         | Scharia-Konflikt in Nigeria                                  |
| 17. Juli 2015      | Damaturu       | [ 300 ] [ 301 ]                                                                                         | Boko Haram                     | wahhabitisch, islamistisch | 2 Selbstmordattentäter                                                               | Muslimischer Gebetsplatz                                             | 50 (+2)   |           | Scharia-Konflikt in Nigeria                                  |
| 22. Juli 2015      | Gombe          | [ 302 ] [ 303 ] [ 304 ] [ 305 ]                                                                         | vermutlich Boko Haram          | wahhabitisch, islamistisch | 2 Selbstmordattentäter, 2 Sprengsätze                                                | Markt, Bushaltestelle, Moschee, Zivilisten                           | 28 (+2)   | 60        | Scharia-Konflikt in Nigeria                                  |
| 26. Juli 2015      | Yobe           | [ 306 ]                                                                                                 | Boko Haram                     | wahhabitisch, islamistisch | Selbstmordattentäter                                                                 | Markt                                                                | 19 (+1)   | 47        | Scharia-Konflikt in Nigeria                                  |
| 02. August 2015    | Borno          | [ 307 ]                                                                                                 | Boko Haram                     | wahhabitisch, islamistisch | Sturmgewehre, Molotowcocktails                                                       | Dorf                                                                 | 13        | 27        | Scharia-Konflikt in Nigeria                                  |
| 11. August 2015    | Borno          | [ 308 ]                                                                                                 | Boko Haram                     | wahhabitisch, islamistisch | Selbstmordattentäter                                                                 | Markt                                                                | 47 (+1)   | 52        | Scharia-Konflikt in Nigeria                                  |
| 13. August 2015    | Yobe           | [ 309 ]                                                                                                 | Boko Haram                     | wahhabitisch, islamistisch | Schusswaffen                                                                         | Zivilisten                                                           | 160 (+14) |           | Scharia-Konflikt in Nigeria                                  |
| 25. August 2015    | Damaturu       | [ 310 ] [ 311 ]                                                                                         | Boko Haram                     | wahhabitisch, islamistisch | 2 Selbstmordattentäter                                                               | Bushaltestelle                                                       | 6 (+2)    | 29        | Scharia-Konflikt in Nigeria                                  |
| 25. August 2015    | Borno          | [ 312 ]                                                                                                 | Boko Haram                     | wahhabitisch, islamistisch | Schuss- und Stichwaffen, Brandstiftung                                               | Dorf                                                                 | 24        | 8         | Scharia-Konflikt in Nigeria                                  |
| 28. August 2015    | Borno          | [ 313 ]                                                                                                 | Boko Haram                     | wahhabitisch, islamistisch | Schusswaffen, Brandstiftung                                                          | Dorf                                                                 | 68        |           | Scharia-Konflikt in Nigeria                                  |
| 31. August 2015    | Borno          | [ 314 ]                                                                                                 | Boko Haram                     | wahhabitisch, islamistisch | Schuss- und Stichwaffen                                                              | Zivilisten                                                           | 24        |           | Scharia-Konflikt in Nigeria                                  |
| 04. September 2015 | Borno          | [ 315 ]                                                                                                 | Boko Haram                     | wahhabitisch, islamistisch | Selbstmordattentäter                                                                 | Markt                                                                | 30 (+1)   |           | Scharia-Konflikt in Nigeria                                  |
| 04. September 2015 | Borno          | [ 316 ]                                                                                                 | Boko Haram                     | wahhabitisch, islamistisch | Sturmgewehre                                                                         | Markt                                                                | 48        | 101       | Scharia-Konflikt in Nigeria                                  |
| 20. September 2015 | Maiduguri      | [ 317 ]                                                                                                 | Boko Haram                     | wahhabitisch, islamistisch | Selbstmordattentäter                                                                 | Markt                                                                | 27 (+1)   | 62        | Scharia-Konflikt in Nigeria                                  |
| 20. September 2015 | Maiduguri      | [ 318 ] [ 319 ] [ 320 ]                                                                                 | Boko Haram                     | wahhabitisch, islamistisch | Selbstmordattentäter, 3 Sprengsätze                                                  | Markt, Moschee                                                       | 54 (+2)   | 90        | Scharia-Konflikt in Nigeria                                  |
| 22. September 2015 | Niger          | [ 321 ]                                                                                                 | Fulani-Extremisten             |                            | Maschinengewehre                                                                     | Gemeinde                                                             | 35        |           | Kommunale Konflikte in Nigeria                               |
| 01. Oktober 2015   | Maiduguri      | [ 322 ] [ 323 ]                                                                                         | Boko Haram                     | wahhabitisch, islamistisch | 4 Selbstmordattentäter                                                               | Moschee, Zivilisten                                                  | 10 (+4)   | 39        | Scharia-Konflikt in Nigeria                                  |
| 02. Oktober 2015   | Abuja          | [ 324 ] [ 325 ] [ 326 ]                                                                                 | Boko Haram                     | wahhabitisch, islamistisch | 2 Selbstmordattentäter, Sprengsatz                                                   | Bushaltestelle, Markt, Polizeistation                                | 18 (+2)   | 41        | Scharia-Konflikt in Nigeria                                  |
| 15. Oktober 2015   | Maiduguri      | [ 327 ] [ 328 ]                                                                                         | Boko Haram                     | wahhabitisch, islamistisch | 2 Selbstmordattentäter                                                               | Moschee, Zivilisten                                                  | 14 (+2)   | 25        | Scharia-Konflikt in Nigeria                                  |
| 21. Oktober 2015   | Borno          | [ 329 ]                                                                                                 | Boko Haram                     | wahhabitisch, islamistisch | Schusswaffen, Brandstiftung                                                          | Dorf                                                                 | 20        |           | Scharia-Konflikt in Nigeria                                  |
| 23. Oktober 2015   | Yola           | [ 330 ]                                                                                                 | Boko Haram                     | wahhabitisch, islamistisch | Selbstmordattentäter                                                                 | Moschee                                                              | 27 (+1)   | 96        | Scharia-Konflikt in Nigeria                                  |
| 31. Oktober 2015   | Akwa Ibom      | [ 331 ]                                                                                                 |                                |                            | Maschinengewehre                                                                     | Markt                                                                | 2         | 24        |                                                              |
| 17. November 2015  | Adamawa        | [ 332 ]                                                                                                 | Boko Haram                     | wahhabitisch, islamistisch | Selbstmordattentäter                                                                 | Markt                                                                | 32 (+1)   | 80        | Scharia-Konflikt in Nigeria                                  |
| 18. November 2015  | Kano           | [ 333 ] [ 334 ]                                                                                         | vermutlich Boko Haram          | wahhabitisch, islamistisch | 2 Selbstmordattentäter                                                               | Markt                                                                | 15 (+2)   | 123       | Scharia-Konflikt in Nigeria                                  |
| 27. November 2015  | Kano           | [ 335 ]                                                                                                 | Boko Haram                     | wahhabitisch, islamistisch | Selbstmordattentäter                                                                 | Schiitische Prozession                                               | 21 (+1)   | 38        | Scharia-Konflikt in Nigeria                                  |
| 07. Dezember 2015  | Zamfara        | [ 336 ]                                                                                                 |                                |                            | Schusswaffen                                                                         | Zivilisten                                                           | 20        | 0         | Scharia-Konflikt in Nigeria / Kommunale Konflikte in Nigeria |
| 13. Dezember 2015  | Borno          | [ 337 ] [ 338 ] [ 339 ]                                                                                 | Boko Haram                     | wahhabitisch, islamistisch | Schusswaffen, Macheten, Brandstiftung                                                | Dörfer                                                               | 30        | 20        | Scharia-Konflikt in Nigeria                                  |
| 20. Dezember 2015  | Borno          | [ 340 ]                                                                                                 | vermutlich Boko Haram          | wahhabitisch, islamistisch | 3 Selbstmordattentäter                                                               | Sicherheitskräfte, Zivilisten                                        | 9 (+3)    | 24        | Scharia-Konflikt in Nigeria                                  |
| 27. Dezember 2015  | nahe Maiduguri | [ 341 ] [ 342 ] [ 343 ] [ 344 ] [ 345 ] [ 346 ] [ 347 ] [ 348 ] [ 349 ] [ 350 ] [ 351 ] [ 352 ] [ 353 ] | Boko Haram                     | wahhabitisch, islamistisch | 6 Selbstmordattentäterinnen, Schusswaffen, Brandstiftung, Panzerfäuste, Sturmgewehre | Tankstelle, Gebäude, Bar, Bürgermeisterresidenz, Gewerbegebiet, Dorf | 40 (+4)   | 56        | Scharia-Konflikt in Nigeria                                  |
| 28. Dezember 2015  | Madagali       | [ 354 ]                                                                                                 |                                |                            | 2 Selbstmordattentäterinnen                                                          | Markt                                                                | 28 (+2)   | 16        | Scharia-Konflikt in Nigeria                                  |
| 28. Dezember 2015  | Maiduguri      | [ 355 ]                                                                                                 | Boko Haram                     | wahhabitisch, islamistisch | 2 Sprengsätze                                                                        | Moschee                                                              | 30        | 65        | Scharia-Konflikt in Nigeria                                  |

## 2016
| Datum/Beginn      | Ort         | Artikel/Quelle(n)                               | Täter                 | Politische Ausrichtung     | Mittel                                                                          | Ziel                             | Tote    | Verletzte | Hintergrund                    |
| ----------------- | ----------- | ----------------------------------------------- | --------------------- | -------------------------- | ------------------------------------------------------------------------------- | -------------------------------- | ------- | --------- | ------------------------------ |
| 27. Januar 2016   | Borno       | [ 356 ] [ 357 ] [ 358 ]                         | Boko Haram            | wahhabitisch, islamistisch | 3 Selbstmordattentäter                                                          | Markt, Kontrollpunkt, Zivilisten | 13 (+3) | 30        | Scharia-Konflikt in Nigeria    |
| 29. Januar 2016   | Adamawa     | [ 359 ]                                         | vermutlich Boko Haram | wahhabitisch, islamistisch | Selbstmordattentäter                                                            | Markt                            | 10 (+1) | 28        | Scharia-Konflikt in Nigeria    |
| 30. Januar 2016   | Borno       | [ 360 ]                                         | Boko Haram            | wahhabitisch, islamistisch | 3 Selbstmordattentäter, Sprengstoff, Schusswaffen, Molotowcocktails, Entführung | Dorf                             | 85 (+3) | 136       | Scharia-Konflikt in Nigeria    |
| 09. Februar 2016  | Dikwa       | [ 361 ]                                         | Boko Haram            | wahhabitisch, islamistisch | 3 Selbstmordattentäterinnen                                                     | Flüchtlingslager                 | 57 (+3) | 78        | Scharia-Konflikt in Nigeria    |
| 13. Februar 2016  | Borno       | [ 362 ]                                         | Boko Haram            | wahhabitisch, islamistisch | Schusswaffen, Messer                                                            | Zivilisten                       | 22      |           | Scharia-Konflikt in Nigeria    |
| 24. Februar 2016  | Benue       | [ 363 ] [ 364 ] [ 365 ] [ 366 ] [ 367 ] [ 368 ] | Fulani-Extremisten    |                            | Schusswaffen                                                                    | Dörfer                           | 300+    |           | Kommunale Konflikte in Nigeria |
| 02. März 2016     | Benue       | [ 369 ]                                         | Fulani-Extremisten    |                            | Schusswaffen                                                                    | Bauern                           | 40+     | 0         | Kommunale Konflikte in Nigeria |
| 14. März 2016     | Borno       | [ 370 ]                                         | Boko Haram            | wahhabitisch, islamistisch | Sprengstoff                                                                     | Dorf                             | 9       | 40        | Scharia-Konflikt in Nigeria    |
| 16. März 2016     | Maiduguri   | [ 371 ]                                         | Boko Haram            | wahhabitisch, islamistisch | 2 Selbstmordattentäterinnen                                                     | Moschee                          | 25 (+2) | 32        | Scharia-Konflikt in Nigeria    |
| 07. April 2016    | Yobe        | [ 372 ] [ 373 ]                                 | Boko Haram            | wahhabitisch, islamistisch | Schusswaffen, Brandstiftung                                                     | Dörfer                           | 20      |           | Scharia-Konflikt in Nigeria    |
| 11. April 2016    | Taraba      | [ 374 ] [ 375 ] [ 376 ]                         | Fulani-Extremisten    |                            | Schusswaffen, Brandstiftung                                                     | Dörfer, Zivilisten               | 46+     |           | Kommunale Konflikte in Nigeria |
| 18. April 2016    | Borno       | [ 377 ]                                         | Boko Haram            | wahhabitisch, islamistisch | Artillerie, Panzerfäuste, Schusswaffen                                          | Soldaten                         | 0 (+30) | 24        | Scharia-Konflikt in Nigeria    |
| 24. April 2016    | Borno       | [ 378 ]                                         | Boko Haram            | wahhabitisch, islamistisch |                                                                                 | Fulani-Zivilisten                | 30+     |           | Scharia-Konflikt in Nigeria    |
| 25. April 2016    | Enugu       | [ 379 ]                                         | Fulani-Extremisten    |                            | Granaten, Sturmgewehre, Macheten, Brandstiftung                                 | Dorf                             | 5       | 56        | Kommunale Konflikte in Nigeria |
| 18. Juni 2016     | Benue       | [ 380 ] [ 381 ]                                 | Fulani-Extremisten    |                            | Schusswaffen, Brandstiftung                                                     | Dörfer                           | 74+     |           | Kommunale Konflikte in Nigeria |
| 23. Juni 2016     | Ogun, Lagos | [ 382 ] [ 383 ] [ 384 ] [ 385 ] [ 386 ]         | Ijaw-Extremisten      |                            | Schusswaffen                                                                    | Gemeinden                        | 50+     |           | Kommunale Konflikte in Nigeria |
| 05. Oktober 2016  | Maiduguri   | [ 387 ]                                         | Boko Haram            | wahhabitisch, islamistisch | Selbstmordattentäter                                                            | Moschee                          | 22      | 42        |                                |
| 05. Oktober 2016  | Maiduguri   | [ 388 ]                                         | Boko Haram            | wahhabitisch, islamistisch | Selbstmordattentäter                                                            | Moschee                          | 22      | 42        |                                |
| 17. Oktober 2016  | Borno       | [ 389 ]                                         | Boko Haram            | wahhabitisch, islamistisch | Schusswaffen, Panzerfäuste                                                      | Militärstützpunkt                |         | 22        | Scharia-Konflikt in Nigeria    |
| 18. Oktober 2016  | Benue       | [ 390 ]                                         |                       |                            | Schusswaffen                                                                    | Bierstube                        | 10      | 29        | Scharia-Konflikt in Nigeria    |
| 07. November 2016 | Zamfara     | [ 391 ]                                         |                       |                            | Schusswaffen                                                                    | Minenarbeiter                    | 30      | 41        | Scharia-Konflikt in Nigeria    |
| 13. November 2016 | Kaduna      | [ 392 ] [ 393 ] [ 394 ] [ 395 ]                 | Fulani-Extremisten    |                            | Schusswaffen, Brandstiftung                                                     | Dörfer                           | 45+     |           | Kommunale Konflikte in Nigeria |
| 23. November 2016 | Zamfara     | [ 396 ]                                         |                       |                            | Schusswaffen                                                                    | Zivilisten                       | 48+     | 0         |                                |
| 09. Dezember 2016 | Adamawa     | [ 397 ]                                         | Boko Haram            | wahhabitisch, islamistisch | 2 Selbstmordattentäterinnen                                                     | Markt                            | 57 (+2) | 177       | Scharia-Konflikt in Nigeria    |

## 2017
| Datum/Beginn       | Ort   | Artikel/Quelle(n) | Täter              | Politische Ausrichtung     | Mittel                                 | Ziel                    | Tote    | Verletzte | Hintergrund                    |
| ------------------ | ----- | ----------------- | ------------------ | -------------------------- | -------------------------------------- | ----------------------- | ------- | --------- | ------------------------------ |
| 13. Januar 2017    | Borno | [ 398 ]           | Boko Haram         | wahhabitisch, islamistisch | Panzerfaust, Schusswaffen              | Soldaten                | 3 (+10) | 27        | Scharia-Konflikt in Nigeria    |
| 20. März 2017      | Benue | [ 399 ]           | Fulani-Extremisten |                            | Schuss- und Stichwaffen, Brandstiftung | Markt, Gebäude          | 73+     |           | Kommunale Konflikte in Nigeria |
| 27. April 2017     | Borno | [ 400 ]           | Boko Haram         | wahhabitisch, islamistisch | Selbstmordattentäter mit Autobombe     | Militärkonvoi           | 5 (+1)  | 40        | Scharia-Konflikt in Nigeria    |
| 14. Mai 2017       | Niger | [ 401 ]           | Fulani-Extremisten |                            | Schusswaffen                           | Moschee                 | 27      | 5         | Kommunale Konflikte in Nigeria |
| 20. Mai 2017       | Borno | [ 402 ]           | Boko Haram         | wahhabitisch, islamistisch | Schusswaffen, Entführung               | Dörfer                  | 1       | 40        | Scharia-Konflikt in Nigeria    |
| 25. Juli 2017      | Borno | [ 403 ]           | Boko Haram         | wahhabitisch, islamistisch | Schusswaffen, Entführung               | Konvoi                  | 69      |           | Scharia-Konflikt in Nigeria    |
| 28. Juli 2017      | Dikwa | [ 404 ]           | Boko Haram         | wahhabitisch, islamistisch | Selbstmordattentäter                   | Flüchtlingslager        | 13 (+1) | 24        | Scharia-Konflikt in Nigeria    |
| 15. August 2017    | Borno | [ 405 ] [ 406 ]   | Boko Haram         | wahhabitisch, islamistisch | 3 Selbstmordattentäter                 | Markt, Flüchtlingslager | 27 (+3) | 83        | Scharia-Konflikt in Nigeria    |
| 18. September 2017 | Borno | [ 407 ]           | Boko Haram         | wahhabitisch, islamistisch | 3 Selbstmordattentäter                 | Dorf                    | 10 (+3) | 46        | Scharia-Konflikt in Nigeria    |
| 21. November 2017  | Mubi  | [ 408 ]           | Boko Haram         | wahhabitisch, islamistisch | Selbstmordattentäter                   | Moschee                 | 58 (+1) | 40        | Scharia-Konflikt in Nigeria    |
| 02. Dezember 2017  | Borno | [ 409 ] [ 410 ]   | Boko Haram         | wahhabitisch, islamistisch | 2 Selbstmordattentäterinnen            | Markt                   | 13 (+2) | 53        | Scharia-Konflikt in Nigeria    |
| 30. Dezember 2017  | Borno | [ 411 ]           | Boko Haram         | wahhabitisch, islamistisch | Schusswaffen, Brandstiftung            | Holzfäller              | 25      |           | Scharia-Konflikt in Nigeria    |
| 30. Dezember 2017  | Borno | [ 412 ]           | Boko Haram         | wahhabitisch, islamistisch |                                        | Flüchtlinge             | 50+     |           | Scharia-Konflikt in Nigeria    |

## 2018
| Datum/Beginn       | Ort              | Artikel/Quelle(n)                                                                               | Täter                         | Politische Ausrichtung     | Mittel                                     | Ziel                                  | Tote     | Verletzte | Hintergrund                    |
| ------------------ | ---------------- | ----------------------------------------------------------------------------------------------- | ----------------------------- | -------------------------- | ------------------------------------------ | ------------------------------------- | -------- | --------- | ------------------------------ |
| 08. Januar 2018    | Borno            | [ 413 ] [ 414 ]                                                                                 | Boko Haram                    | wahhabitisch, islamistisch | Schusswaffen, Entführung                   | Baumfäller                            | 20       |           | Scharia-Konflikt in Nigeria    |
| 17. Januar 2018    | nahe Maiduguri   | [ 415 ] [ 416 ] [ 417 ]                                                                         | Boko Haram                    | wahhabitisch, islamistisch | 4 Selbstmordattentäterinnen                | Markt                                 | 8 (+2)   | 65        | Scharia-Konflikt in Nigeria    |
| 31. Januar 2018    | Borno            | [ 418 ] [ 419 ]                                                                                 | Boko Haram                    | wahhabitisch, islamistisch | 2 Selbstmordattentäter                     | Flüchtlingslager                      | 5 (+2)   | 44        | Scharia-Konflikt in Nigeria    |
| 16. Februar 2018   | Borno            | [ 420 ] [ 421 ] [ 422 ]                                                                         | Boko Haram                    | wahhabitisch, islamistisch | 3 Selbstmordattentäter                     | Fischmarkt                            | 21 (+3)  | 70        | Scharia-Konflikt in Nigeria    |
| 27. Februar 2018   | Adamawa          | [ 423 ]                                                                                         | Fulani-Extremisten            |                            | (Sturm)gewehre, Macheten, Brandstiftung    | Zivilisten, Pastor, Regierungsbeamter | 20       | 23        | Kommunale Konflikte in Nigeria |
| 02. März 2018      | Yobe             | [ 424 ] [ 425 ]                                                                                 | Boko Haram                    | wahhabitisch, islamistisch | Selbstmordattentäterin                     | Moschee                               | 7 (+1)   | 28        | Scharia-Konflikt in Nigeria    |
| 05. März 2018      | Benue            | [ 426 ]                                                                                         | Fulani-Extremisten            |                            |                                            | Dorf                                  | 24       |           | Kommunale Konflikte in Nigeria |
| 07. März 2018      | Plateau          | [ 427 ] [ 428 ]                                                                                 | Fulani-Extremisten            |                            | Schusswaffen, Brandstiftung                | Dörfer                                | 20       | 0         | Kommunale Konflikte in Nigeria |
| 12. März 2018      | Plateau          | [ 429 ] [ 430 ] [ 431 ]                                                                         | Fulani-Extremisten            |                            | Schusswaffen, Brandstiftung                | Dörfer                                | 25       | 2         | Kommunale Konflikte in Nigeria |
| 14. März 2018      | Kogi             | [ 432 ] [ 433 ] [ 434 ] [ 435 ] [ 436 ] [ 437 ] [ 438 ] [ 439 ] [ 440 ] [ 441 ] [ 442 ] [ 443 ] | Fulani-Extremisten            |                            | Sturmgewehre, Messer, Brandstiftung        | Dörfer                                | 50       |           | Kommunale Konflikte in Nigeria |
| 01. April 2018     | Borno            | [ 444 ] [ 445 ] [ 446 ] [ 447 ]                                                                 | Boko Haram                    | wahhabitisch, islamistisch | Selbstmordattentäter, Mörser, Schusswaffen | Militärstützpunkt, Dörfer             | 15 (+13) | 83        | Scharia-Konflikt in Nigeria    |
| 11. April 2018     | Zamfara          | [ 448 ] [ 449 ]                                                                                 | vermutlich Fulani-Extremisten |                            | Schusswaffen                               | Dorf, Mine                            | 26       | 0         | Kommunale Konflikte in Nigeria |
| 11. April 2018     | Taraba           | [ 450 ]                                                                                         | Fulani-Extremisten            |                            | Brandstiftung                              | Dorf                                  | 25       | 0         | Kommunale Konflikte in Nigeria |
| 16. April 2018     | Nassarawa        | [ 451 ]                                                                                         | Fulani-Extremisten            |                            | Schusswaffen                               |                                       | 32       | 19        | Kommunale Konflikte in Nigeria |
| 22. April 2018     | Borno            | [ 452 ] [ 453 ] [ 454 ]                                                                         | Boko Haram                    | wahhabitisch, islamistisch | Schusswaffen, Sprengsatz                   | Waldarbeiter, Militärkonvoi           | 21       | 11        | Scharia-Konflikt in Nigeria    |
| 24. April 2018     | Benue            | [ 455 ] [ 456 ] [ 457 ] [ 458 ] [ 459 ]                                                         | Fulani-Extremisten            |                            | Schusswaffen, Brandstiftung                | Dörfer                                | 45       |           | Kommunale Konflikte in Nigeria |
| 01. Mai 2018       | Mubi             | [ 460 ] [ 461 ] [ 462 ]                                                                         | Boko Haram                    | wahhabitisch, islamistisch | 2 Selbstmordattentäter                     | Moschee, Markt                        | 86 (+2)  | 58        | Scharia-Konflikt in Nigeria    |
| 05. Mai 2018       | Kaduna           | [ 463 ]                                                                                         | Fulani-Extremisten            |                            |                                            | Dorf                                  | 58       |           | Kommunale Konflikte in Nigeria |
| 03. Juni 2018      | Plateau, Zamfara | [ 464 ] [ 465 ]                                                                                 | vermutlich Fulani-Extremisten |                            | Schusswaffen                               | Dorf, Zivilisten                      | 33       |           | Kommunale Konflikte in Nigeria |
| 16. Juni 2018      | Damboa           | [ 466 ] [ 467 ] [ 468 ] [ 469 ]                                                                 | Boko Haram                    | wahhabitisch, islamistisch | 6 Selbstmordattentäterinnen, RPGs          | Dorf                                  | 43 (+6)  | 84        | Scharia-Konflikt in Nigeria    |
| 22. Juni 2018      | Adamawa          | [ 470 ]                                                                                         | Fulani-Extremisten            |                            | Brandstiftung                              | Dorf                                  | 21       |           | Kommunale Konflikte in Nigeria |
| 24. Juni 2018      | Plateau          | [ 471 ] [ 472 ] [ 473 ] [ 474 ] [ 475 ] [ 476 ] [ 477 ] [ 478 ] [ 479 ] [ 480 ]                 | Fulani-Extremisten            |                            | Schusswaffen                               | Zivilisten                            | 81 (+5)  | 6         | Kommunale Konflikte in Nigeria |
| 09. Juli 2018      | Taraba           | [ 481 ] [ 482 ] [ 483 ] [ 484 ] [ 485 ] [ 486 ] [ 487 ] [ 488 ] [ 489 ] [ 490 ]                 | Fulani-Extremisten            |                            | Schusswaffen                               | Dörfer                                | 50       |           | Kommunale Konflikte in Nigeria |
| 14. Juli 2018      | Yobe             | [ 491 ] [ 492 ]                                                                                 | Boko Haram                    | wahhabitisch, islamistisch | Schusswaffen, Brandstiftung                | Militärstützpunkt                     | 62       | 50        | Scharia-Konflikt in Nigeria    |
| 19. Juli 2018      | Borno            | [ 493 ] [ 494 ]                                                                                 | Boko Haram                    | wahhabitisch, islamistisch | Rakete, Schusswaffen, Brandstiftung        | Konvoi                                | 30       | 0         | Scharia-Konflikt in Nigeria    |
| 30. August 2018    | Borno            | [ 495 ] [ 496 ]                                                                                 | Boko Haram                    | wahhabitisch, islamistisch | Schusswaffen                               | Militärstützpunkt                     | 48       | 19        | Scharia-Konflikt in Nigeria    |
| 01. September 2018 | Borno            | [ 497 ]                                                                                         | Boko Haram                    | wahhabitisch, islamistisch | Schusswaffen                               | Militärstützpunkt                     | 30       |           | Scharia-Konflikt in Nigeria    |
| 13. September 2018 | Adamawa          | [ 498 ] [ 499 ] [ 500 ] [ 501 ] [ 502 ]                                                         | Fulani-Extremisten            |                            | Brandstiftung                              | Dörfer, Pastor                        | 51       |           | Kommunale Konflikte in Nigeria |
| 02. November 2018  | Borno            | [ 503 ]                                                                                         | Boko Haram                    | wahhabitisch, islamistisch | Flugabwehrkanonen, Brandstiftung           | Dorf                                  | 6        | 24        | Scharia-Konflikt in Nigeria    |
| 18. November 2018  | Borno            | [ 504 ] [ 505 ]                                                                                 | Boko Haram                    | wahhabitisch, islamistisch | Panzerfäuste, Sturmgewehre, Brandstiftung  | Militärstützpunkt                     | 118      |           | Scharia-Konflikt in Nigeria    |
| 11. Dezember 2018  | Zamfara          | [ 506 ]                                                                                         |                               |                            | Schusswaffen, Brandstiftung                | Dorf                                  | 22       | 2         | Kommunale Konflikte in Nigeria |
| 16. Dezember 2018  | Kaduna           | [ 507 ]                                                                                         | Fulani-Extremisten            |                            | Schusswaffen                               | Dorf, Hochzeit                        | 15       | 24        | Kommunale Konflikte in Nigeria |

## 2019
| Datum/Beginn     | Ort            | Artikel/Quelle(n)                       | Täter                                 | Politische Ausrichtung     | Mittel                             | Ziel                                | Tote    | Verletzte | Hintergrund                       |
| ---------------- | -------------- | --------------------------------------- | ------------------------------------- | -------------------------- | ---------------------------------- | ----------------------------------- | ------- | --------- | --------------------------------- |
| 28. Januar 2019  | Borno          | [ 508 ] [ 509 ]                         | Boko Haram                            | wahhabitisch, islamistisch | Schusswaffen, Brandstiftung        | Dorf                                | 60      |           | Scharia-Konflikt in Nigeria       |
| 11. Februar 2019 | Kaduna         | Massaker in Kaduna 2019                 | Fulani-Extremisten, Adara-Milizionäre |                            | Schusswaffen                       | Dörfer                              | 141     |           | Hirten-Bauern-Konflikt in Nigeria |
| 22. Februar 2019 | Borno          | [ 512 ]                                 | Boko Haram                            | wahhabitisch, islamistisch | Raketen, Schusswaffen, Sprengstoff | Dorf, Kaserne, Flughafen            | 1       | 23        | Scharia-Konflikt in Nigeria       |
| 26. Februar 2019 | Borno          | [ 513 ] [ 514 ] [ 515 ] [ 516 ] [ 517 ] | Fulani-Extremisten                    |                            | Schusswaffen, Brandstiftung        | Dörfer, Polizeistreife              | 40      |           | Hirten-Bauern-Konflikt in Nigeria |
| 06. März 2019    | Borno          | [ 518 ] [ 519 ]                         | Boko Haram                            | wahhabitisch, islamistisch | Landmine                           | Lastwagen, Bauern                   | 5       | 20        | Scharia-Konflikt in Nigeria       |
| 11. März 2019    | Kaduna         | [ 520 ] [ 521 ] [ 522 ]                 | Fulani-Extremisten                    |                            | Schusswaffen, Brandstiftung        | Dörfer                              | 46      | 0         | Hirten-Bauern-Konflikt in Nigeria |
| 06. April 2019   | nahe Maiduguri | [ 523 ] [ 524 ] [ 525 ]                 | Boko Haram                            | wahhabitisch, islamistisch | 2 Selbstmordattentäterinnen        | Milizionäre, Zivilisten             | 3 (+2)  | 45        | Scharia-Konflikt in Nigeria       |
| 08. April 2019   | Kaduna         | [ 526 ] [ 527 ]                         | Fulani-Extremisten                    |                            | Sturmgewehre, Macheten             | Dörfer                              | 21      | 3         | Hirten-Bauern-Konflikt in Nigeria |
| 16. April 2019   | Borno          | [ 528 ] [ 529 ]                         | Boko Haram                            | wahhabitisch, islamistisch | Schusswaffen                       | Soldaten                            | 2 (+52) | 20+       | Scharia-Konflikt in Nigeria       |
| 30. April 2019   | Madagali       | [ 530 ] [ 531 ]                         | Boko Haram                            | wahhabitisch, islamistisch | Schusswaffen, Brandstiftung        | Dorf                                | 23      |           | Scharia-Konflikt in Nigeria       |
| 22. Mai 2019     | Borno          | [ 532 ]                                 | IS                                    | salafistisch, wahhabitisch | Schusswaffen, Exekution            | Militärstützpunkt, Soldaten         | 29      | 0         | Scharia-Konflikt in Nigeria       |
| 25. Mai 2019     | Borno          | [ 533 ] [ 534 ]                         | Boko Haram                            | wahhabitisch, islamistisch | Schusswaffen                       | Militärkonvoi, Soldaten, Zivilisten | 25+     |           | Scharia-Konflikt in Nigeria       |
| 09. Juni 2019    | Sokoto         | [ 535 ]                                 |                                       |                            | Schusswaffen                       | Dörfer                              | 25      | 0         | Hirten-Bauern-Konflikt in Nigeria |
| 12. Juni 2019    | Borno          | [ 536 ]                                 | Boko Haram                            | wahhabitisch, islamistisch | Schusswaffen                       | Militärstützpunkt                   | 20      | 0         | Scharia-Konflikt in Nigeria       |
| 16. Juni 2019    | Borno          | [ 537 ] [ 538 ]                         | Boko Haram                            | wahhabitisch, islamistisch | 3 Selbstmordattentäter             | Public Viewing                      | 31 (+3) | 41        | Scharia-Konflikt in Nigeria       |
| 17. Juni 2019    | Borno          | [ 539 ]                                 | Boko Haram                            | wahhabitisch, islamistisch | Schusswaffen, Entführung           | Militärstützpunkt                   | 25      |           | Scharia-Konflikt in Nigeria       |
| 24. Juni 2019    | Borno          | [ 540 ] [ 541 ]                         | Boko Haram                            | wahhabitisch, islamistisch | Schusswaffen                       | Bauern                              | 20      | 0         | Scharia-Konflikt in Nigeria       |
| 17. Juli 2019    | Yobe           | [ 542 ]                                 | Boko Haram                            | wahhabitisch, islamistisch |                                    | Soldaten                            | 21      | 0         | Scharia-Konflikt in Nigeria       |
| 25. Juli 2019    | Borno          | [ 543 ]                                 | Boko Haram                            | wahhabitisch, islamistisch | Selbstmordattentäter, Schusswaffen | Flüchtlingslager, Milizionäre       | 2 (+1)  | 24        | Scharia-Konflikt in Nigeria       |
| 28. Juli 2019    | Maiduguri      | [ 544 ] [ 545 ] [ 546 ] [ 547 ]         | Boko Haram                            | wahhabitisch, islamistisch | Schusswaffen                       | Beerdigung                          | 70+     | 10+       | Scharia-Konflikt in Nigeria       |

## 2020
| Datum/Beginn       | Ort     | Artikel/Quelle(n)                                       | Täter                         | Politische Ausrichtung     | Mittel                                                                           | Ziel                                                   | Tote      | Verletzte | Hintergrund                       |
| ------------------ | ------- | ------------------------------------------------------- | ----------------------------- | -------------------------- | -------------------------------------------------------------------------------- | ------------------------------------------------------ | --------- | --------- | --------------------------------- |
| 03. Januar 2020    | Kogi    | [ 548 ]                                                 | vermutlich Fulani-Extremisten |                            | Schusswaffen, Brandstiftung                                                      | Dorf, Bezirksvorsitzender, Imam                        | 29        |           | Hirten-Bauern-Konflikt in Nigeria |
| 06. Januar 2020    | Gamboru | [ 549 ] [ 550 ]                                         | Boko Haram                    | wahhabitisch, islamistisch | Sprengsatz                                                                       | Markt, Zivilisten                                      | 38        | 35+       | Islamistische Extremisten         |
| 12. Januar 2020    | Borno   | [ 551 ]                                                 | Boko Haram                    | wahhabitisch, islamistisch |                                                                                  | Zivilisten                                             | 11        | 20        | Islamistische Extremisten         |
| 18. Januar 2020    | Borno   | [ 552 ]                                                 | Boko Haram                    | wahhabitisch, islamistisch | Selbstmordattentäter mit Autobombe, Panzerfäuste, Maschinengewehre, Sturmgewehre | UN-Gebäude, Soldaten                                   | 21 (+4)   |           | Islamistische Extremisten         |
| 08. Februar 2020   | Niger   | [ 553 ] [ 554 ] [ 555 ]                                 | vermutlich Boko Haram         | wahhabitisch, islamistisch | Schusswaffen                                                                     | Dörfer                                                 | 3         | 50        | Islamistische Extremisten         |
| 10. Februar 2020   | Borno   | [ 556 ] [ 557 ]                                         | Boko Haram                    | wahhabitisch, islamistisch | Brandstiftung, Entführung                                                        | Kontrollpunkt, Schlafende Zivilisten in Fahrzeugen     | 30        |           | Islamistische Extremisten         |
| 01. März 2020      | Kaduna  | [ 558 ] [ 559 ] [ 560 ] [ 561 ] [ 562 ] [ 563 ] [ 564 ] | Boko Haram                    | wahhabitisch, islamistisch | Schusswaffen, Brandstiftung                                                      | Dörfer                                                 | 50        |           | Islamistische Extremisten         |
| 04. März 2020      | Damboa  | [ 565 ]                                                 | Boko Haram                    | wahhabitisch, islamistisch | Maschinengewehre, Panzerfäuste, Schusswaffen                                     | Militärkaserne                                         | 3 (+19)   | 47        | Islamistische Extremisten         |
| 23. März 2020      | Borno   | [ 566 ] [ 567 ]                                         | Boko Haram                    | wahhabitisch, islamistisch | Panzerfäuste, Schusswaffen, Entführung                                           | Soldaten                                               | 29 (+150) | 61 (+?)   | Islamistische Extremisten         |
| 17. Mai 2020       | Borno   | [ 568 ] [ 569 ]                                         | Boko Haram                    | wahhabitisch, islamistisch | Panzerfäuste                                                                     | Zivilisten                                             | 20        | 14        | Islamistische Extremisten         |
| 21. Mai 2020       | Kaduna  | [ 570 ]                                                 | vermutlich Fulani-Extremisten |                            | Schusswaffen                                                                     | Dörfer                                                 | 20        |           | Hirten-Bauern-Konflikt in Nigeria |
| 31. Mai 2020       | Benue   | [ 571 ]                                                 | vermutlich Fulani-Extremisten |                            | Sturmgewehre, Macheten                                                           | Regierungsbeamter, Politiker, Zivilisten               | 13        | 24        | Hirten-Bauern-Konflikt in Nigeria |
| 09. Juni 2020      | Borno   | [ 572 ] [ 573 ]                                         | Boko Haram                    | wahhabitisch, islamistisch | Panzer, Sturmgewehre, Schusswaffen, Brandstiftung, Entführung                    | Dorf                                                   | 81        | 13        | Islamistische Extremisten         |
| 13. Juni 2020      | Borno   | [ 574 ] [ 575 ] [ 576 ] [ 577 ] [ 578 ] [ 579 ]         | Boko Haram                    | wahhabitisch, islamistisch | Schusswaffen, Brandstiftung                                                      | Soldaten, UN-Hauptquartier, Polizeistation, Zivilisten | 60 (+20)  | 100+      | Islamistische Extremisten         |
| 07. Juli 2020      | Borno   | [ 580 ] [ 581 ]                                         | Boko Haram                    | wahhabitisch, islamistisch | Schusswaffen, Brandstiftung                                                      | Militärkonvoi                                          | 35 (+17)  | 18        | Islamistische Extremisten         |
| 19. Juli 2020      | Kaduna  | [ 582 ]                                                 | vermutlich Fulani-Extremisten |                            | Gewehre, Macheten                                                                | Hochzeit                                               | 21        | 28        | Hirten-Bauern-Konflikt in Nigeria |
| 26. August 2020    | Gwoza   | [ 583 ]                                                 | Boko Haram                    | wahhabitisch, islamistisch |                                                                                  | Zivilisten                                             | 75        |           | Islamistische Extremisten         |
| 03. September 2020 | Borno   | [ 584 ]                                                 | Boko Haram                    | wahhabitisch, islamistisch | Brandstiftung, Maschinengewehre                                                  | Soldaten                                               | 20        |           | Islamistische Extremisten         |
| 25. September 2020 | Borno   | [ 585 ]                                                 | Boko Haram                    | wahhabitisch, islamistisch | Panzerfäuste, Maschinengewehre                                                   | Regierungskonvoi                                       | 30        |           | Islamistische Extremisten         |
| 21. November 2020  | Borno   | [ 586 ]                                                 | Boko Haram                    | wahhabitisch, islamistisch | Raketen, Landminen, Automatische Schusswaffen                                    | Militärpatrouille                                      | 6         | 26        | Islamistische Extremisten         |
| 28. November 2020  | Borno   | [ 587 ] [ 588 ]                                         | Boko Haram                    | wahhabitisch, islamistisch | Sturmgewehre, Stichwaffen, Brandstiftung                                         | Landarbeiter, Bauern, Fischer                          | 110       | 6         | Islamistische Extremisten         |

## 2021
| Datum/Beginn       | Ort      | Artikel/Quelle(n) | Täter              | Politische Ausrichtung     | Mittel                         | Ziel                              | Tote | Verletzte | Hintergrund                       |
| ------------------ | -------- | ----------------- | ------------------ | -------------------------- | ------------------------------ | --------------------------------- | ---- | --------- | --------------------------------- |
| 03. April 2021     | Damasak  | [ 589 ]           | Boko Haram         | wahhabitisch, islamistisch | Schusswaffen                   |                                   | 18   | 21        | Islamistische Extremisten         |
| 17. April 2021     | Mbamondu | [ 590 ]           | Fulani-Extremisten |                            | Schuss-, Hieb- und Stichwaffen | Zivilisten                        | 8    | 5         | Hirten-Bauern-Konflikt in Nigeria |
| 26. April 2021     | Borno    | [ 591 ]           | IS                 | wahhabitisch, islamistisch | Panzerfäuste                   | Militärkonvoi, Militärstützpunkt  | 33   |           | Islamistische Extremisten         |
| 07. Juni 2021      | Benue    | [ 592 ]           | Fulani-Extremisten |                            |                                | Dorf                              | 40+  |           | Hirten-Bauern-Konflikt in Nigeria |
| 26. September 2021 | Sokoto   | [ 593 ]           | vermutlich IS      | salafistisch, wahhabitisch |                                | Soldaten, Polizisten, Milizionäre | 22   |           | Islamistische Extremisten         |

## 2022
| Datum/Beginn   | Ort     | Artikel/Quelle(n)       | Täter                 | Politische Ausrichtung     | Mittel                    | Ziel                           | Tote   | Verletzte | Hintergrund                       |
| -------------- | ------- | ----------------------- | --------------------- | -------------------------- | ------------------------- | ------------------------------ | ------ | --------- | --------------------------------- |
| Januar 2022    | Zamfara | [ 594 ] [ 595 ]         | "Banditen"            |                            | Waffen, Brandstiftung     |                                | 58-200 |           |                                   |
| 12. April 2022 | Benue   | [ 596 ]                 | Fulani-Extremisten    |                            |                           | Dörfer                         | 23     |           | Hirten-Bauern-Konflikt in Nigeria |
| 22. Mai 2022   | Borno   | [ 597 ]                 | vermutlich Boko Haram | wahhabitisch, islamistisch | Schusswaffen, Macheten    | Zivilisten                     | 50+    |           | Islamistische Extremisten         |
| 05. Juni 2022  | Owo     | Kirchenanschlag von Owo | vermutlich ISWAP      | salafistisch, wahhabitisch | Schusswaffen, Sprengstoff | Kirche, christliche Zivilisten | 40     | 61+       | Islamistische Extremisten         |

## 2023
| Datum/Beginn              | Ort     | Artikel/Quelle(n)       | Täter                   | Politische Ausrichtung     | Mittel                      | Ziel   | Tote | Verletzte | Hintergrund                       |
| ------------------------- | ------- | ----------------------- | ----------------------- | -------------------------- | --------------------------- | ------ | ---- | --------- | --------------------------------- |
| 09. März 2023             | Dikwa   | [ 599 ]                 | Islamistische Militante | wahhabitisch, islamistisch |                             | Dorf   | 25   |           | Islamistische Extremisten         |
| 16. Mai 2023              | Plateau | [ 600 ]                 | Fulani-Extremisten      |                            | Schusswaffen, Brandstiftung | Dörfer | 125  |           | Hirten-Bauern-Konflikt in Nigeria |
| 23. bis 25. Dezember 2023 | Plateau | [ 601 ] [ 602 ] [ 603 ] | Fulani-Extremisten      |                            | Schusswaffen                | Dörfer | ≈200 | ≈500      | Hirten-Bauern-Konflikt in Nigeria |

## 2024
| Datum/Beginn       | Ort   | Artikel/Quelle(n) | Täter                 | Politische Ausrichtung     | Mittel                                     | Ziel                               | Tote | Verletzte | Hintergrund               |
| ------------------ | ----- | ----------------- | --------------------- | -------------------------- | ------------------------------------------ | ---------------------------------- | ---- | --------- | ------------------------- |
| 29. Juni 2024      | Gwoza | [ 604 ] [ 605 ]   | vermutlich Boko Haram | wahhabitisch, islamistisch | Selbstmordattentäterinnen mit Sprengsätzen | Hochzeit, Krankenhaus, Trauerfeier | 32   | 42        | Islamistische Extremisten |
| 03. September 2024 | Yobe  | [ 606 ]           | Boko Haram            | wahhabitisch, islamistisch | Schusswaffen, Brandstiftung                | Dorf                               | 102  | 30        | Boko-Haram-Konflikt       |

## 2025
| Datum/Beginn    | Ort   | Artikel/Quelle(n) | Täter      | Politische Ausrichtung     | Mittel       | Ziel              | Tote | Verletzte | Hintergrund         |
| --------------- | ----- | ----------------- | ---------- | -------------------------- | ------------ | ----------------- | ---- | --------- | ------------------- |
| 12. Januar 2025 | Borno | [ 607 ]           | Boko Haram | wahhabitisch, islamistisch |              | Bauern            | 40   |           | Boko-Haram-Konflikt |
| 26. Januar 2025 | Borno | [ 608 ]           | IS         | salafistisch, wahhabitisch | Schusswaffen | Militärstützpunkt | 20   |           | Boko-Haram-Konflikt |